# Personaggi di Solo Leveling
Questo è un elenco dei personaggi che appaiono nella serie di light novel e webtoon Solo Leveling e Solo Leveling: Ragnarok di Chugong e pubblicata da D&C Media.

## Personaggi principali
Sung Jinwoo (성진우?)
Doppiato da: Taito Ban (ed. giapponese), Federico Campaiola (ed. italiana)
È il protagonista della storia e inizialmente conosciuto da tutti per il suo soprannome di "arma più debole dell'umanità", in contrapposizione a quello dell'hunter più forte Choi Jong-in. Prima del risveglio in Player grazie al Sistema, Jinwoo era un ragazzo gracile, gentile, timido e impacciato che lottava tutti i giorni all'interno dei gate di basso livello per poter guadagnare abbastanza da mantenere la sorella e coprire le spese ospedaliere della madre malata. Nonostante i gate da lui esplorati fossero tra i più facili continuava ripetutamente a ferirsi mettendo in pericolo la propria vita, cosa che contribuì principalmente alla sua nomea di più debole. In seguito all'incidente del dungeon doppio e al suo conseguente risveglio in Player, Jinwoo acquisisce l'abilità di aumentare le sue statistiche uccidendo i mostri e svolgendo particolari missioni assegnategli dal Sistema. Grazie a queste ricompense migliora le sue caratteristiche, diventando più alto e robusto e acquisendo sempre più sicurezza in sé stesso e nei propri mezzi; anche se ogni volta che si fortifica sembra perdere parte delle proprie emozioni, Jinwoo rimane gentile e premuroso nei confronti delle persone a lui più care. In seguito al completamento di una missione molto particolare gli viene attribuita la classe di Negromante, che il Sistema evolve in Monarca delle Ombre permettendo a Jinwoo di risvegliare i morti e formare un esercito di Soldati Ombra. Pur essendo classificato come un mago predilige il corpo a corpo, combattendo principalmente con pugnali come faceva suo padre e usando, talvolta, la forza bruta prendendo a pugni l'avversario, avendo investito molti punti in Forza. Ha anche amplificato l'Intelligenza, permettendogli di ragionare in campo per trovare il punto debole dell'avversario e abbatterlo, dimostrando un certo pragmatismo, e per poter evocare e memorizzare più Soldati Ombra. Non è tuttavia privo di difetti in quanto ha scarsa memoria e fantasia con i nomi, cosa che viene mostrata comicamente quando li assegna alle sue Ombre. Inoltre, non sembra accorgersi che è divenuto abbastanza attraente da suscitare l'interesse di molte donne accanto a lui fino a quando Cha Hae-In glielo dice esplicitamente, cosa che lo porta, nel tempo, a sviluppare sentimenti nei suoi confronti, sebbene già all'inizio mostrasse particolare interesse per la giovane. Successivamente decide di creare da sé una gilda chiamata Ahjin e offre il ruolo di vice al suo migliore amico, Yoo Jinho. Viene richiamato nel dungeon doppio una volta raggiunto il livello 100 dove affronta l'Architetto, colui che ha creato il Sistema, vincendo e scoprendo che il suo potere deriva dal primo Monarca delle Ombre. La sua gilda ottiene incredibile prestigio quando ferma un Dungeon Break in Giappone, dove viene a sapere dell'esistenza dei Governanti e dei Monarchi da Legia, dell'origine dei dungeon e degli intenti di entrambe le fazioni. Scopre tramite Adam White che il padre Il-Hwan è ancora vivo ma ritenuto colpevole della morte dell'Hunter di autorità nazionale Christopher Reed, partecipando alla Conferenza internazionale delle gilde per saperne di più e cercando di ottenere l'ombra di Kamish, con l'estrazione che, però, riesce in parte. Quando scopre che Jinho è stato rapito da Hwang Dongsoo, fratello minore di Hwang Dongsuk, da lui ucciso quando conobbe il suo vice capogilda, Jinwoo lo trova e lo massacra, vedendosi costretto ad affrontare l'intera gilda degli Scavenger e il suo capo Thomas Andre, uscendo vincitore e dimostrando di essere al pari di un Hunter di autorità nazionale. Dopo la conferenza posiziona alcune sue ombre nei possibili bersagli dei Monarchi, ma non fa comunque in tempo a impedire che il presidente Go Gunhee venga ucciso dal Monarca del Gelo. Subito dopo la comparsa di un enorme portale sopra Seul si scontra con i Monarchi del Gelo, delle Zanne e della Piaga, riuscendo a sconfiggere quest'ultima ma venendo ucciso dagli altri due. La sua anima, però, a causa di un'abilità speciale del Sistema, non finisce nel Vuoto ma in un limbo dove incontra Ashborn, il Monarca delle Ombre, il quale gli spiega tutta la storia della guerra tra Monarchi e Governanti e gli propone una scelta: rimanere in quel limbo dove può avere la vita che ha sempre desiderato oppure tornare in vita con i pieni poteri dell'essere. Ovviamente Jinwoo sceglie di tornare e risorge come nuovo Monarca delle Ombre senza più un Sistema a limitarlo, usando i suoi nuovi poteri per vendicarsi sui due Monarchi rimasti, per poi avere un ultimo incontro con suo padre prima che questi si dissolva per aver abusato del potere concessogli dai Governanti. In seguito, dal portale di Seul fuoriesce il precedente esercito di Ashborn capitanato dal suo precedente secondo in comando, Bellion, il quale riconosce il ragazzo come suo nuovo padrone. Jinwoo affronta, poi, il Monarca della Distruzione e Re dei Draghi Antares, l'unico monarca in grado di tenergli testa, e riesce a sconfiggerlo dopo una durissima battaglia in cui coinvolge i Governanti stessi come asso nella manica. Dopo la vittoria chiede loro di poter utilizzare la Coppa della reincarnazione per quella che sarebbe l'ultima occasione prima che essa esaurisca il suo potere, con l'intenzione di tornare indietro di dieci anni mantenendo i suoi poteri e ricordi (gli unici immuni agli effetti dell'artefatto sono i Monarchi e i Governanti) in modo da poter combattere i Monarchi e i loro eserciti nel loro mondo. In questo modo la Terra non verrà scossa dall'apertura dei Gate e dal mana, permettendo a tutte le vite andate perdute di essere salvate ma, allo stesso tempo, impedendo anche la creazione degli Hunter, con il rischio che, se dovesse fallire, la Terra sarebbe condannata alla distruzione; inoltre, anche vincendo nessuno ne sarebbe mai consapevole, non ottenendo, quindi, la giusta riconoscenza. Jinwoo afferma di volersi fare carico di tutto da solo e di non pentirsi della propria decisione, al che il tempo si riavvolge e, dopo aver trascorso un breve periodo sulla Terra, inizia la sua missione e combatte i Monarchi nel Mondo del Caos per 27 anni, riuscendo a trionfare. Tornato sulla Terra, dove nel frattempo sono trascorsi due anni, Jinwoo torna a sembrare un ragazzo delle medie, in quanto ormai diventato immortale e potendo cambiare aspetto a suo piacimento, vivendo una vita normale e felice usando i suoi poteri e le sue Ombre per fare del bene il più possibile, soprattutto quando diventa un detective della polizia. Inizia a frequentare nuovamente Hae-In, con la quale si sposerà e da cui avrà Suho, il quale erediterà i suoi poteri di Monarca delle Ombre. Essendo, però, un bambino e non in grado di controllarlo, Jinwoo decide di sigillarlo e cancellare i ricordi di Suho relativi a esso, facendogli vivere una vita normale e osservandone i progressi nelle diverse volte in cui lo porta nel Reame del riposo eterno. Avvertito dai Governanti della minaccia degli Itarim, si unisce a loro per proteggere la Terra, mandando, poi, Ber a sciogliere il sigillo di Suho per contrastare i mostri fuoriusciti dai Gate. Durante il Dungeon Break della spiaggia Haeundae di Busan, Suho, sotto l'effetto dell'abilità Miraggio di Xavier, fa emergere il ricordo di suo padre che - avendo appreso la magia degli Spettri demoniaci una volta divenuti le sue Ombre - possiede un proprio ego e connette la sua coscienza a quello vero rendendosi un suo avatar, il quale modifica l'incantesimo dell'illusionista per renderlo più forte in modo da constatare le abilità di Suho e sbloccare un altro dei suoi poteri. Con la fine della battaglia l'avatar sparisce, ma non prima di dare a Suho una Pietra dell'anima ricavata dal nemico sconfitto, la quale lo porta di nuovo a manifestarsi nel confronto tra suo figlio e Antares, facendo promettere al Monarca della Distruzione di riportarlo in vita in cambio di assecondare la richiesta di Suho di diventare il suo successore. Quando Suho riesce finalmente a raggiungerlo e a ribaltare le sorti della guerra, Jinwoo ha modo di tornare a casa dove divide il tempo con la sua famiglia e i suoi doveri come protettore della Terra.
Sung Suho (성수호?)
Il figlio di Sung Jinwoo e Cha Hae-In e protagonista di Solo Leveling: Ragnarok. Essendo figlio di un Monarca Suho possiede un incredibile potere, portandolo a manifestare le sue abilità già da bambino scioccando la madre e con il padre che gli insegna come usarle. Esso, tuttavia, era stato concepito come un'arma e, quando gli altri bambini iniziarono a percepirlo rimanendone terrorizzati, Jinwoo decise di sigillarlo e alterare la memoria di Suho fino a che non sarebbe stato capace di controllarlo. Crescendo Suho diventa un ragazzo intelligente ma con scarso interesse per le cose che lo annoiano e che non siano eccitanti, come poter combattere, ereditando, comunque, un forte senso di giustizia da suo padre e suo nonno. All'università decide di specializzarsi nelle arti, facendosi notare per la sua tendenza a disegnare formiche dall'aspetto mostruoso per i suoi compiti in classe, essendone affascinato a causa della sua amicizia con Ber. Fa spesso dei sogni in cui combatte contro mostri feroci, non sapendo che queste battaglie erano effettivamente avvenute durante le molte volte in cui Jinwoo aveva messo alla prova le sue abilità nel Reame del riposo eterno (nel manhwa il Sistema gli fornisce la classe Combattente poi evoluta in Soul Striker), in cui si era dimostrato capace di sconfiggere le sue Ombre e con il padre come unico a tenergli testa. Due anni dopo il nuovo avvento dei Gate cui seguì la scomparsa dei suoi genitori, durante il suo terzo anno universitario Suho si ritrova coinvolto in un Dungeon Break all'interno del campus in cui sblocca la funzione del Sistema diventando un Player. Viene salvato all'ultimo da Ber, il quale gli consegna la chiave del Dungeon delle Ombre con cui recupererà sia i suoi poteri che i suoi ricordi, avvertendolo, inoltre, della minaccia degli Itarim che suo padre sta contrastando. Proprio per non attirare l'attenzione del nemico ed essere usato come deterrente, Suho sale di livello cercando di nascondere le sue abilità, partendo dal grado E fino ad arrivare ufficialmente al grado C. In quanto figlio del Monarca delle Ombre, Suho sembra possedere la capacità di poter comunicare con le Ombre anche quando il loro grado è basso, ma a differenza del padre sceglie, inizialmente, di focalizzarsi sulla Forza, ottenendo un enorme potere d'attacco e combattendo con due spade - nel manhwa, seguendo le vicende delle side story della prima serie, si specializza nel corpo a corpo con dei guanti -; di contro perde dopo un giorno le Ombre non salvate. Inoltre, tramite un'abilità sconosciuta incontra gli spiriti dei Monarchi nei loro santuari che, per motivi diversi e nonostante sia il figlio del loro acerrimo nemico, gli donano le loro benedizioni attingendo ai loro poteri. Riesce a ritrovare la madre Hae-In all'interno del dungeon del Ghiacciaio, anche se poi si trova costretto di nuovo a separarsene. Risolto il problema dei criminali evasi dalla prigione di Jisan riesce a creare la propria gilda chiamata Woojin, la quale, esattamente come quella del padre, conta oltre a lui solo il suo conoscente Lim Dogyun e la nobile demone Esil Radir. Quando suo nonno Il-Hwan finisce per rimanere vincolato al Vuoto a causa dei Pezzi di stella incastonati nel suo corpo, Suho decide di creare l'Acqua sacra della vita cercando l'Albero del Mondo, contattando lo spirito di Antares per farsi rivelare la posizione. Tra i due nasce un combattimento che, seppur fermato dall'intervento di Jinwoo, porta Suho a sbloccare la quest per il cambio di classe affinché diventi il nuovo Monarca della Distruzione. Durante la spedizione di Imphal supera la prima Prova draconica raggiungendo il livello 99 e ottenendo il Cuore del Re Drago, il quale gli conferisce la capacità di comandare i draghi e un'immensa quantità di mana che, tuttavia, lo brucia costantemente sotto forma di fiamme, riuscendo ad annullare il malus sconfiggendo Siddharth Bachchan e salendo al livello 100 superando anche la seconda. Da questo momento sceglie di mostrare al mondo la propria forza in modo da poter contrastare apertamente gli Itarim, venendo riconosciuto come primo Hunter di autorità nazionale. Superata la terza Prova draconica, in cui sconfigge il Monarca della Fiamma bianca Baran usando il potere di Antares, riceve una Pietra dell'anima con cui suo padre gli invia i pugnali Ira di Kamish, danneggiati dalla precedente lotta con il Monarca della Distruzione e in seguito riparati grazie all'aiuto delle ombre dei Nani Barbuti, i quali si potenziati con le sue fiamme di distruzione. Completata la quarta e ultima prova draconica, ovvero assorbire le fiamme del clone dell'Apostolo della Conquista ricavato da Christopher Reed, l'abilità passiva sconosciuta di Suho si attiva e lo porta al cospetto dell'Ombra dell'Albero del Mondo, che gli rivela della verità sullo stesso e sulla natura del potere di Ashborn ora appartenente a Jinwoo, così come che Suho è una variabile speciale in grado di poter guarire l'Albero del Mondo. Sconfitto sia l'Apostolo della Conquista che Nidhogg, il Sistema, sulla base delle sue azioni, propone a Suho tre scelte per il cambio di classe: Soul Striker, in cui riotterrà la forza che aveva ottenuto in passato, Monarca della Distruzione, divenendo il successore di Antares, e Monarca della Trascendenza, il Guardiano dell'Albero del Mondo e detentore della sua autorità, scegliendo quest'ultima. Durante la battaglia contro l'Itarim della Dimensione-1, Suho finisce intrappolato nella nuova realtà creata dal Dio Esterno dove è una persona normale, vive felicemente con i suoi genitori ed è benvoluto da tutti in quanto figlio del loro salvatore. Riesce, comunque, a liberarsi stringendo un patto con Kandiaru tramite la sua oscurità primordiale che aveva conservato, salendo ancora una volta di livello e facendo collassare la falsa realtà. Nelle fasi finali dello scontro Suho attinge pienamente ai suoi poteri di Monarca della Trascendenza, riuscendo a padroneggiare i poteri di Ombra e Distruzione per poi fonderli nei suoi pugnali insieme alle essenze di Nidhogg e Antares, generando la spada Ragnarok con cui riesce a sconfiggere l'Itarim e a usare la sua energia per ripristinare l'Albero del Mondo. Ormai pronto, Suho riesce a raggiungere suo padre e ad aiutarlo nella guerra contro gli Itarim, disperdendo le loro forze affinché non minaccino più la Terra. Nel manhwa gli eventi vengono alterati a causa della presenza dell'apostolo Tiel, il quale cerca di controllare Suho con un Frammento di stella subito dopo la sua vittoria contro Lee Minsung. Riuscito a resistere grazie alla Benedizione di Kandiaru, il Sistema, tuttavia, subisce un sovraccarico e lo trasporta nell'area del tutorial per la quest del cambio di classe dove deve sconfiggere una sua proiezione, tra cui: la versione Soul Striker e la versione bambino esperta nel Tocco del Governante, i quali riescono sempre a sconfiggerlo. Mappata l'intera area, Suho riesce a sfuggire ai due boss entrando nella camera dove è presente una sua versione dotata della Zanna di Rakan, il Corno di Vulcan e l'ombra di Quay, e combattendovi scopre di star vivendo una vita differente rispetto a quella vissuta dalla sua controparte. Superata la prova gli vengono poste tre scelte: Successore delle Ombre, Soul Striker e una classe nascosta che si evolverà in base ai progressi appena ottenuti - con le ultime due, però, che lo priveranno delle abilità legate alle Ombre. Frustrato per quella che considera una ricompensa non adeguata per ciò che ha dovuto sopportare, Suho supera il Sistema stesso fondendo tutte e tre le classi creandone una nuova: Irregolare: Ombra Bianca, tra le cui abilità vi è quella di rendere permanentemente i Soldati Ombra degli oggetti dotati di statistiche proprie.

### Ombre
Gli spiriti delle creature principalmente uccise da Jinwoo, che riemergono quando questi diviene in grado di risvegliare i morti e formare un suo esercito una volta ottenuta la classe di Monarca delle Ombre. Jinwoo può tentare tre volte di estrarre l'ombra, altrimenti il processo non può essere ripetuto sullo stesso essere, e se rilascia l'estrazione esse tornano nel nulla. Le ombre hanno diversi gradi: Soldato, Soldato d'élite, Cavaliere, Cavaliere d'élite, Generale, Maresciallo e Gran Maresciallo, e possono anch'esse salire di livello per avanzare. Le ombre di grado più basso non possono parlare, comunicando in modo espressivo e rivelandosi spesso dei personaggi comici nella storia, mentre quelle dal grado Generale in poi hanno questa capacità. Il livello di personalità di un'ombra dipende dal suo grado: quelle normali o d'élite hanno poca o nessuna personalità mentre a partire da Cavaliere e Cavaliere d'élite sono in grado di mostrare emozioni, anche se semplici come ansia o gioia. In confronto, le ombre di grado Generale e Maresciallo hanno personalità molto complesse, al punto che possono persino avere i propri hobby e i propri stili di discorso. A differenza delle "normali" creature evocate dagli altri hunter che costano grandi quantità di mana, tanto che un Mago non può evocarne più di due alla volta, le Ombre ne sono esenti, poiché sono sempre assieme al loro padrone all'interno della sua ombra (o nelle ombre a cui sono assegnati) fino a quando non vengono chiamati. Qui vengono riportati i nomi delle ombre più forti e che si contraddistinguono dalle più comuni.
Igris (이그리트?, Igeuliteu)
Una delle prime ombre estratte, conosciuto inizialmente con il titolo di "Comandante rosso sangue" vista la sua armatura, a guardia di un trono vuoto nell'Instance Dungeon dove Jinwoo riceve la sua classe. Cavalleresco e leale si inginocchia sempre e dimostra grande rispetto per Jinwoo, cosa che sfocia nel comico quando gli porta la testa di ogni nemico che ha ucciso. Visto il suo livello, come le altre ombre non può parlare. La sua velocità e abilità nella spada sono ineguagliabili. Il suo carattere calmo e sempre ligio al dovere fanno da contraltare a quello più eccitabile e comico delle altre ombre. È l'unico a mantenere il suo nome fra le Ombre, vista la scarsa fantasia di Jinwoo a sceglierne uno nuovo. Una volta che Jinwoo ottiene i pieni poteri del Monarca, Igris diventa più forte liberandosi dal ghiaccio del Monarca del Gelo e proteggendo suo padre, ottenendo anche la capacità di parlare. Come farà notare il nemico, un tempo fu uno dei soldati di Ashborn, più precisamente una delle due Ali dell'Armata delle Ombre. Nella nuova realtà si offre di aiutare Jinwoo nei suoi studi, finendo per diventare lui stesso un insegnante per le Ombre nel Reame del riposo eterno.
Tank (탱크?, Taengkeu)
Ombra che Jinwoo acquisisce durante l'incidente del red gate di grado C. Si tratta di un gigantesco orso dei ghiacci capobranco dei suoi simili, contraddistinto da una cresta dorsale e numerose cicatrici tra cui una grossa X sul petto. Funge come prima cavalcatura di Jinwoo, che lo chiama così per la facilità con cui sbaraglia i nemici.
Iron (아이언?, Aieon)
Ombra creata dal cadavere dell'hunter Kim Chul durante l'incidente del red gate. Iron è un personaggio comico di rilievo della serie, comportandosi in modo stupido ogni volta che copia le buffonate di Igris sul campo di battaglia ed esprimendo con urla di gloria l'uccisione dei nemici, con grande preoccupazione di Jinwoo che teme sia rimasto un idiota. Tuttavia, come tutte le Ombre è fedele al suo signore. Ha un grosso scudo e un'ascia altrettanto enorme, con cui combatteva quando era in vita. Nella nuova realtà, essendo stato creato da un umano (un essere che, prima della venuta dei Gate, non aveva mana), non compare più tra le Ombre di Jinwoo. Due anni dopo il nuovo avvento dei Gate diventa un Soldato Ombra di Suho, gioendo di aver recuperato i suoi ricordi e di mettersi al servizio del figlio del suo precedente signore.
Zanna (어금니?, Eogeumni)
Doppiato da: Kenta Miyake (ed. giapponese), Marco Fumarola (ed. italiana)
Ottenuta in un dungeon di Grado A. In origine era un Alto Orco Sciamano noto come Kargalgan (칼갈간?, Kalgalgan) a capo di un gruppo di suoi simili, i quali tendono un'imboscata alla Squadra B degli Hunters cui partecipa anche Jinwoo, venendo trasformati in Ombre. Anche come ombra Zanna ha mantenuto le sue potenti abilità, che vanno dal controllo della gravità all'uso di incantesimi di vario tipo tramite un cerchio magico ove sono incisi i segni dello Zodiaco, i quali lo rendono altrettanto capace, soprattutto quando Jinwoo gli dona la Sfera dell'avarizia che raddoppia il suo potere magico. È obbediente, silenzioso e timido, ma anche competitivo e un po' esibizionista.
Kaisel (카이셀?)
Ombra ottenuta nella scalata del Castello dei Demoni dal cadavere di Kaisellin (카이셀린?), una viverna che il Re demone Baran usava come cavalcatura. Jinwoo la userà allo stesso modo, in quanto è incredibilmente veloce e solca chilometri di distanza in pochi minuti. Poco prima dell'inizio della guerra contro gli Itarim, Jinwoo gli ordinò di riportare a casa Hae-In, ma i due finirono per essere risucchiati da una frattura dimensionale finendo nel mondo degli Elfi dei ghiacci, con Kaisel che divenne il guardiano della neo risvegliata hunter. Estremamente provato dopo la battaglia contro l'apostolo degli Itarim che aveva preso possesso di Thomas Andre e rischiando di dissolversi, si rifugia nella collana di Hae-In dove, una volta arrivati nella Tomba dei Draghi furenti, comincia ad assorbirne le ceneri recuperando le forze.
Beru (베르?, Beleu)
Doppiato da: Akira Ishida (ed. giapponese), Luca Mannocci (ed. italiana)
È l'ombra del Re delle Formiche estratta sull'isola di Jeju e la prima con la capacità di comunicare, essendo il grado più alto mai estratto da Jinwoo. Il suo nome deriva da Bernard Werber, celebre scrittore di un romanzo, appunto, sulle formiche. In vita era stato creato per essere il re supremo delle formiche giganti affinché espandesse il loro impero oltre l'isola. Dall'aspetto umanoide, divorava gli esseri viventi acquisendone intelligenza e poteri, sterminando molti hunter giunti sull'isola per ripulirla dall'infestazione. Quando affronta Jinwoo capisce che è un "re" e, dopo un lungo combattimento, viene ucciso e resuscitato. Dotato di pensiero strategico e auto-contemplazione, talvolta mostra orgoglio, arroganza e avidità, ma sempre sottomesso al suo signore. Mentre protegge la famiglia del suo signore si è visto molti drammi televisivi storici, sviluppando un modo di parlare unico e comico, e per questo ripreso da Jinwoo. È forse la più forte fra le ombre, dotata di velocità pari o superiore a quella di Igris, capacità di volare, magia curativa e un veleno paralizzante. Ha una forte devozione per Jinwoo, tanto che nemmeno la persuasione di Querehsha, la Monarca della Piaga e Regina degli Insetti, ha effetto su di lui. Una volta che Jinwoo ottiene i pieni poteri del Monarca delle Ombre, Beru ottiene il massimo del suo potenziale, liberandosi dal ghiaccio del Monarca del Gelo e proteggendo Sung Il-Hwan. Quando Bellion si presenta come Gran Maresciallo è furioso e lo sfida in duello per la posizione, perdendo; i due, tuttavia, riescono a legare grazie alla stessa devozione che hanno per il loro signore. Nella nuova realtà si affeziona molto a Suho, essendo stato conquistato dall'innocenza del bambino e dal suo fascino per lui, scoppiando in lacrime quando viene a sapere che sarebbe stato costretto a dimenticare la sua esistenza in modo da poter vivere una vita normale. Anche quando lo affronterà nel Reame del riposo eterno, Beru non potrà fare a meno di piangere nel dover combattere contro di lui arrivando a concedergli delle occasioni per colpirlo. Con la minaccia degli Itarim che lo tiene impegnato lontano dalla Terra, Jinwoo invia Beru per sbloccare i poteri di Suho, salvandolo durante il Dungeon Break dell'università e dandogli la chiave per il Dungeon delle Ombre. Tuttavia, scopre di aver esaurito il proprio mana, con il suo grado che cala a Soldato, rimpicciolendosi (nel manhwa diventa una testa fluttuante) e non potendo tornare immediatamente da Jinwoo, per cui decide di accompagnare Suho nel suo percorso per salire di livello, raccontandogli, inoltre, delle diverse avventure del padre che in più di un'occasione gli si riveleranno utili. Durante la battaglia contro l'Apostolo dell'Evoluzione, Beru ha modo di divorare il cervello che quest'ultimo usava come ricettacolo, ottenendo non solo i ricordi ma anche la skill Incubo, con cui può accedere al Mare dell'Aldilà insieme a Suho dove, grazie al potere magico assorbito dai numerosi cristalli e alle proprietà del luogo, riottiene il suo vecchio corpo e usandolo per aiutare Sirka contro Nidhogg. Poco prima dell'operazione al Polo Nord, su richiesta ad Adam White Beru mangia diversi cristalli di mana in modo da riottenere per un breve periodo la sua vera forza, scendendo in campo contro l'Itarim della Dimensione-1 e, allo stesso tempo, insegnando a Suho il vero potere della skill Mutilazione (evoluzione di Colpo fatale) che si rivelerà efficace nella seguente lotta contro Kandiaru. In seguito divorerà il cadavere di Yuri Orlov usato dal neo Monarca della Trasfigurazione e su cui erano posizionati incantesimi e barriere affinché l'energia degli Itarim fluisse in esso, riuscendo finalmente a riconnettersi a Jinwoo.
Jima (지마?)
L'ombra di un naga, boss della prima incursione nei dungeon della gilda Ahjin. Può modificare le sue dimensioni, come mostra quando attacca un gigante, ingrandendosi fino a raggiungere le stesse dimensioni del mostro, e combatte con due tridenti.
Kamish (카미쉬?, Kamiswi)
Un drago immensamente potente che apparve quando ci fu il primo Dungeon Break di un gate di grado S negli Stati Uniti, rendendosi da solo responsabile della devastazione della costa occidentale americana e dell'uccisione di tutti gli hunter inviati a eliminarlo, tranne cinque grado S che divennero gli Hunter di autorità nazionale. Di conseguenza, Kamish è considerato la più grande calamità dell'umanità. La runa estratta dal suo corpo e il suo scheletro si trovano segretamente nella sede dell'Associazione degli Hunter americana e, dopo otto anni, Jinwoo ottiene il permesso di vedere di persona il cadavere del drago così da poterlo rianimare come ombra. Sfortunatamente, essendo morto da così tanto tempo, Kamish inizia a sgretolarsi ma, prima di sparire, rivela a Jinwoo la presenza di quattro umani dotati del potere dei Governanti avvertendolo di diffidare di loro. Sebbene appaia poco è chiaro che il suo potere fosse incommensurabile e, come ombra, di un livello superiore a Ber. Tuttavia, continuerà ad aiutare indirettamente l'hunter: prima tramite i pugnali Ira di Kamish donatigli da Thomas Andre, realizzati da una zanna del drago e che diventano più potenti in base alle capacità dell'utilizzatore, e infine con la sua runa concessagli dal direttore David Brennon che gli concede l'abilità Dragon's Fear, consentendogli di rilasciare un grido infuso di mana dalla propria anima, portando chiunque sia più debole di lui in uno stato di intensa disperazione e panico. Due anni dopo il nuovo avvento dei Gate Cha Hae-In e Sirka trovano un suo uovo ancora vivo nella Tomba dei Draghi Furenti, consegnandolo tramite Laura a Suho.
Greed (욕심?, Grid)
Ombra estratta dall'hunter Hwang Dongsoo che, a differenza delle altre, differisce leggermente per aspetto a quando era in vita, dato che possiede una folta criniera spettrale sulle spalle e una maschera di teschio cornuta fratturata che espone la parte superiore destra del viso. Jinwoo lo ha reso così per punirlo dei danni causati a lui e al suo amico fraterno Jinho, dandogli il nome a causa dell'eccessiva avidità che lo ha contraddistinto in vita. È dello stesso livello iniziale di Ber, pertanto può parlare ed è una delle ombre più forti. Essendo pienamente consapevole dei crimini commessi in vita, Greed è umile, silenzioso e servile nei confronti del suo padrone - il quale lo obbliga sadicamente a stare col capo chino fino a che non vuole - chiedendo spesso il permesso di parlare e rivolgendosi a lui con titoli onorifici, ma allo stesso tempo mostra sete di sangue in battaglia. Come per Iron, nella nuova realtà non compare più tra le Ombre di Jinwoo. Due anni dopo il nuovo avvento dei Gate diventa un Soldato Ombra di Suho riacquistando i suoi ricordi, vendicandosi aiutando a distruggere la Statua di Dio e, ironicamente, salvando la vita a Sung Il-Hwan.
Bellion (벨리온?)
Gran Maresciallo delle Ombre, nato da un frutto dell'Albero del Mondo e secondo in comando di Ashborn sia nella vita che nella morte, divenendo la prima ombra in assoluto e una delle due Ali dell'Armata delle Ombre insieme al compagno d'arme Igris. È la più potente fra le Ombre che Jinwoo dispone, unitosi a lui quando fuoriesce da un portale assieme all'esercito originale di Ashborn sopra Seul dopo la sconfitta dei Monarchi del Gelo, delle Zanne e della Piaga, riconoscendo l'hunter come nuovo Monarca delle Ombre e giurandogli fedeltà. Combatte con un'enorme spadone a catena, con il quale riesce a prevalere su Beru in pochissimo tempo. È molto serio e ha un carattere molto simile ad Igris, sebbene possa cadere in qualche situazione che contraddistingue Beru.
Quay (퀘이?, Kwei)
Ombra estratta dall'hunter Lee Minsung, di aspetto insettoide a causa della mutazione che ha subito quando era in vita; unica differenza è che possiede un aculeo solo nel braccio sinistro, dato che il destro è stato tagliato e poi utilizzato per risorgerlo. È la prima ombra a essere salvata da Suho, il quale lo ha chiamato così per aver tentato di diventare il successore di Querehsha. Si dimostra estremamente servile nei confronti di Suho, aiutandolo con le sue conoscenze a destreggiarsi nella società degli Hunter, scontrandosi, invece, con Beru per la loro differenza di grado ed esperienza.
Mino (미노?) e Tau (타우?)
Le ombre di due minotauri che Suho ottiene nel Colosseo del Mondo dei Demoni. Come è facilmente intuibile le loro capacità si basano sulle loro grosse dimensione e sulla forza bruta.
Kira (키라?, Kila)
Ombra estratta dal cadavere di Kang Taeshik dopo essere stato ucciso nel villaggio Yamiri, riottenendo durante il processo i ricordi della linea temporale precedente tra cui l'essere stato sconfitto da Jinwoo, prendendovi ispirazione per migliorare le proprie capacità combattive. Il suo nome deriva dal fatto che Suho paragona la sua prontezza di uccidere a un celebre personaggio. Essendo originariamente di classe Assassino, Kira è veloce ma fragile, compensando, però, questa debolezza grazie al proprio stato di ombra con cui può rigenerarsi, oltre a poter nascondere la propria presenza.
Harmakan (하르마칸?, Haleumakan)
Ombra creata da un Grande Sciamano degli Spettri demoniaci che scoprì il lascito di Kandiaru nel creare gli Instance Dungeon, usandoli per assorbire le anime di chi vi muore all'interno e diventare il nuovo Monarca del Reame illusorio. Individuo sadico che si delizia nella sofferenza delle sue vittime, torturandone le anime per renderli suoi servitori o sfruttarli per le sue magie, in particolare quelle con un'indole malvagia, motivo per cui ha creato Instance Dungeon in grado di attirare individui con tale natura. Possiede il corpo del capo del Villaggio Yamri per poi allearsi con Hwang Dongsuk, aiutandolo a evadere insieme agli altri prigionieri di Jisan in cambio delle loro anime insieme a quelle degli abitanti del villaggio che rende un Instance Dungeon, assorbendo, invece, il sangue di quelli rifugiatisi nel municipio. Quando, però, Suho non solo salva Kang Taeshik dalla sua presa ma lo respinge usando l'Arte del Corpo d'acciaio, Harmakan trasforma Dongsuk e gli altri criminali in Cavalieri della morte ed espande il suo potere per tutto il villaggio. Scovato e ferito da Suho, quando scopre che il ragazzo possiede la benedizione di Kandiaru rivela la sua vera forma e usa una maledizione che riflette il danno subito, finendo, però, sconfitto dalla forza e tenacia del giovane hunter. Divenuto un Soldato Ombra Harmakan viene focalizzato nell'uso dei debuff e rafforzandosi con le anime delle comuni bestie magiche, così come usare gli Instance Dungeon per occuparsi dei criminali risvegliati. In seguito collabora con Yoo Jinho nel modificare il gioco in realtà virtuale di quest'ultimo, lavorando insieme a Beru e Arsha nella realizzazione degli avatar tramite le cellule polliniche raccolte dall'Albero del Mondo.
Gordon (고든?, Godeun)
L'ombra di un naga che Suho estrae dal membro più forte del gruppo che aveva teso un'imboscata a Rio Sing nel dungeon aperto del lago Loktak.
Sita (시타?)
Ombra estratta dall'hunter Siddharth Bachchan, caratterizzata da un aspetto ibrido umano-drago con fiamme che ne ricoprono il corpo. Essendo estratta da un ex Hunter di autorità nazionale potenziatosi con la forza dei draghi, Sita è l'ombra più forte di Suho nonché la prima in grado di volare, diventando il suo principale mezzo di trasporto su lunghe distanze ma rammaricandosi quando è costretto a farlo anche con altre persone.

### Dungeon delle Ombre
Un dungeon creato sulla base del Reame del riposo eterno, il luogo in cui risiedono le Ombre, caratterizzato come quest'ultimo da un'atmosfera monocromatica ma costituito da un paesaggio simile a una città in rovina e inglobata nella natura.
Esil Radir (에실 라디르?, Esil Ladileu)
Doppiata da: Riho Sugiyama (ed. giapponese), Luisa D'aprile (ed. italiana)
Una demone nobile e principessa della famiglia Radir, situata all'80º piano del Castello dei Demoni. Si presenta come una ragazza con lunghi capelli viola e occhi rossi, dotata di una personalità aperta, onesta e affabile. Incontra Jinwoo quando quest'ultimo è in cerca del lasciapassare per accedere ai piani superiori, vedendosi costretta - soprattutto dopo aver cercato invano di colpirlo alle spalle - a scortarlo al castello di suo padre, divenendo in seguito la sua guida e assistendo alla sua vittoria contro le altre famiglie nobili. Arrivati al 100º piano si confrontano con il Re dei Demoni Baran e sarà proprio Esil a distrarre l'avversario, permettendo così all'hunter di sconfiggerlo. Entusiasta del fatto che ora la sua famiglia è in cima alla catena alimentare dei demoni, Esil chiede a Jinwoo di tornare al suo castello per un banchetto ma il ragazzo rifiuta, avendo ottenuto gli ingredienti per creare l'Acqua sacra della vita e desideroso di vedere se avrebbe funzionato su sua madre, salutandola e ringraziandola per il suo aiuto. Prima che Esil possa dire qualcosa, Jinwoo scompare usando lo Scambio Ombra, lasciandola confusa e infastidita. Ricompare insieme alla sua famiglia nel Reame del riposo eterno, dove aiutano nella costruzione degli edifici, e in futuro si sorprenderà di quanto Suho riesca a scalare i piani del Castello dei Demoni più velocemente di quanto avesse fatto il padre, notando nel ragazzo anche diverse somiglianze. Diverso tempo dopo lei e la sua famiglia vennero richiamati nel Mondo dei Demoni, cadendo sotto l'attacco dei demoni inferiori sopravvissuti alla guerra che desideravano il loro sangue puro per accrescere il proprio potere. Rimasta l'unica sopravvissuta, dopo aver combattuto per diversi anni Esil viene evocata nella stazione di Seul da alcuni demoni per essere usata nella creazione della Polvere di stella, venendo salvata da Suho che la fa risiedere nel Dungeon delle Ombre e diventando in seguito membro della sua gilda - nel manhwa, inoltre, gli conferisce la skill di legame Colpo demoniaco, potenziando un attacco in base all'energia trasferita. Durante la spedizione in un dungeon viene riportata nel Mondo dei Demoni insieme a Suho, aiutandolo a sconfiggere l'apostolo degli Itarim e liberando i demoni che aveva reso suoi schiavi divenendo la loro nuova guida. Diverso tempo dopo viene nuovamente richiamata per proteggere il loro mondo dai Residenti della frattura, riuscendo a resistere fino al ritorno di Suho che le consegna il corno di Baran. L'oggetto, però, cerca di consumarla, facendo finire entrambi nel Mare dell'Aldilà dove si trova l'Albero del Mondo ma anche il serpente Nidhogg, che la ferisce gravemente. Esil intima a Suho di fuggire dopo avergli consegnato una foglia dell'albero, ma il giovane hunter usa la sua ritrovata vitalità per fargliele mangiare diverse altre così che riesca ad assorbire l'oscurità di una delle teste di Nidhogg, divenendo sia la Regina dei Demoni che la Monarca della Gola. Tornati indietro dà a Suho la sua benedizione che aumenta del 300% i punti esperienza ottenuti, venendo, poi, incaricata di trovare l'Albero del Mondo insieme ai suoi sottoposti e alle ombre dei Nani Barbuti, i quali costruiscono delle navi per poter navigare nel Mare dell'Aldilà.
Gray (그레이?, Geulei)
Cucciolo di lupo e discendente del Monarca delle Zanne che fu catturato da Brocky poco dopo la fine della guerra tra Jinwoo e i Monarchi, usandolo durante il nuovo avvento dei Gate per trasformare tramite il suo sangue dei teppisti divenuti hunter nei suoi servitori licantropi e creando la gilda Iena. Viene salvato da Suho che, su indicazioni della Zanna di Rakan, giunge sulla montagna Gwanaksan dove elimina Brocky e la sua gilda, divenendo il suo animale domestico e dandogli il nome per via del suo pelo grigio. Viene allenato nel Dungeon delle Ombre da Ber così che possa recuperare la sua forza, e quando Suho riceve la benedizione del Monarca delle Zanne può fondersi con Gray divenendo simile agli hunter bestia - nel manhwa è la Zanna di Rakan a donare il suo potere a Gray, che cresce e aiuta Suho a sconfiggere il suo ex protettore fondendosi con lui. In seguito, affinché diventi più forte, Rakan vi infonde i poteri sia della sua zanna che (su richiesta di Suho) del Pugnale di Kasaka. Finito nel Mare dell'Aldilà dopo aver seguito Ammut e Arsha, Gray inizia a divorare le creature lì presenti accrescendo le sue dimensioni per poi entrare nella testa di Nidhogg contenente l'oscurità appartenuta a Rakan, la quale lo proietta in una foresta contenente diversi predatori per dimostrare di essere il più forte. Quando, però, ha la peggio contro un behemoth, Gray viene raggiunto da Suho che gli dona la sua metà dei loro punti esperienza condivisi facendolo salire di livello, permettendogli non solo di sconfiggere il suo avversario ma anche tutti gli altri predatori, divenendo sia il Re delle Bestie che il Monarca della Caccia.
Ammut (암무트?, Ammuteu)
Un crocor (un grosso coccodrillo umanoide) e precedente Re dei Mostri umanoidi, con una grande passione per la battaglia. In passato allenò Tarnak in quella che definì l'"Arte del Corpo d'acciaio" più per capriccio che per benevolenza. Venne raggiunto da Kandiaru che lo informò della dipartita del suo allievo, offrendogli di poter studiare insieme l'Arte del Corpo d'acciaio fornendogli altri goblin a cui trasmetterla, i quali, tuttavia, non si rivelarono all'altezza, danneggiando l'autostima di Ammut e portandolo a capire che Tarnak era un'esistenza unica mentre il proprio stile di combattimento non era granché. Approfittando di ciò Kandiaru lo ingannò, permettendogli di sfuggire alla morte per vecchiaia in modo da poter continuare il suo compito ma vincolandolo all'interno di una piramide. Comparso nella città desertica di Kamura come boss del dungeon (nel manhwa è un dungeon aperto isolato nel deserto), uccide gli hunter della gilda degli Scavenger guidati da Randolph per, poi, combattere contro Suho che riesce a ferirlo. Riconoscendone la forza Ammut prende il ragazzo come suo discepolo, soprannominandolo Tartar, e venendo trasferito insieme alla piramide nel Dungeon delle Ombre come PNG. Nel manhwa i rapporti tra Ammut, Tarnak e Kandiaru vengono invertiti: in origine era un umanoide qualunque che venne modificato grazie alla collaborazione tra il Monarca e il mago tramite dolorosi esperimenti, i quali lo resero più forte e resistente ma danneggiarono la sua psiche arrivando a strapparsi gli occhi; infine fu abbandonato e imprigionato all'interno di una piramide per ragioni sconosciute, portandolo a covare un immenso rancore nei loro confronti. Viene liberato da Suho che sconfigge il Guardiano della tomba Syca facendo collassare il dungeon, ma ciò attiva le catene incantate da Kandiaru che iniziano ad attaccare Ammut, portando il ragazzo a indirizzarle nel Dungeon delle Ombre dove finiscono per ancorarsi. Insegna a Suho l'Arte del Corpo d'acciaio, che si scopre essere il precedente programma di allenamento di Jinwoo ma ancora più intenso, in quanto Ammut aumenta il peso gravitazionale del ragazzo (nel manhwa funge lui stesso da peso). Durante il Dungeon Break della spiaggia Haeundae di Busan l'avatar di Jinwoo entra nel Dungeon delle Ombre e lo connette con la sua vera anima, riottenendo il suo pieno potere così che possa rendere ancora più forte Suho. Quando, però, decide di entrare nel raggio oscuro sopra la piramide insieme a Gray e Arsha si ritrova a combattere contro i mostri del Mare dell'Aldilà, finché non vengono salvati dai demoni di Esil che li conducono all'Albero del Mondo. Qui, dopo aver ammirato il coraggio dei demoni mentre combattono contro Nidhogg - ovvero esseri deboli contro un nemico più forte - e ricordandosi delle origini della propria specie, nata per volere dell'Essere Assoluto già forte ma senza ulteriore crescita, si scaglia contro la testa del serpente contenente l'oscurità appartenuta a Tarnak, la quale prende proprio la forma dell'ex Monarca del Corpo d'acciaio. Dopo un lungo combattimento Ammut riesce a prevalere, riottenendo il titolo di Re dei Mostri umanoidi e diventando il Monarca delle Prove, aggiornando la quest giornaliera di Suho rendendo la sua piramide la Torre delle Prove; inoltre, su consiglio del ragazzo, ne crea estensioni fittizie in specifici punti sulla Terra, permettendo alle persone collegate al gioco in realtà virtuale di Yoo Jinho di entrare in quella vera sotto forma di tutorial.
Arsha (아르샤?, Aleusya)
Una dei servitori di Querehsha di tipo ape regina, desiderosa di sostituirla come prossima Monarca della Piaga per onorarne la memoria. Finita sulla Terra, a causa delle fratture dimensionali che lacerarono il suo mondo dopo la guerra dei Monarchi, Arsha assunse il controllo delle api terrestri le quali, raggruppandosi, crearono una sua proiezione con sembianze umane per passare inosservata, usando un bar chiamato "Queen Bee" come base operativa e iniziando ad assoggettare diversi hunter trasformandoli in suoi servitori insetto tramite la sua pappa reale, la quale funziona su persone mosse da un forte desiderio. Messasi in affari con Lee Minsung per poter ricavare servitori più potenti dagli hunter potenziati dalla Polvere di stella dei demoni, quando quest'ultimo viene ricercato dall'Associazione degli Hunter decide di trasformare anche lui ma ne perde il controllo a causa della sua resistenza. Nonostante la piega degli eventi sceglie, comunque, di lasciarlo andare, sapendo che con il suo operato avrebbe accelerato i suoi piani nel diventare la nuova Monarca della Piaga, ostacolando Lim Tae-Gyu e cercando di farlo diventare un suo servitore. La situazione viene, però, risolta da Suho, portando Arsha a rammaricarsi di non essersene occupata prima quando lo ha conosciuto nel dungeon di Times Square, credendolo il successore del Monarca delle Zanne, e portandola a ritirarsi. Alleatasi con Harmakan per poter ricostituire i suoi Lanceri, quando scopre che nel villaggio Yamiri c'è Suho decide di fuggire ma viene scoperta (pur non nel suo vero corpo) dal ragazzo, assistendo al suo combattimento con il capo guerriero degli Spettri demoniaci e scoprendone l'identità. In seguito, con l'autorità di Querehsha, viene costretta da Suho a un Voto di onestà in cui l'avrebbe fatta diventare la nuova Monarca della Piaga in cambio di non uccidere gli esseri umani, facendone, poi, risiedere il corpo principale nel Dungeon delle Ombre e affidandole la ricognizione sulla Terra. Dopo la sconfitta dell'Apostolo dell'Evoluzione viene incaricata di raccogliere il polline degli alberi Elvenwood ma, nel mentre, il corpo principale segue Ammut e Gray nel raggio oscuro sopra la piramide del primo, finendo nel Mare dell'Aldilà che inizia a prosciugarne la forza vitale. Viene salvata da Suho che le fa mangiare il Seme dell'evoluzione appartenente all'omonimo apostolo e risiedere nel soggetto No. 47 creato dallo stesso, evolvendosi in un Insetto del Vuoto (così come le sue api) in grado di spostarsi tra le dimensioni e creando un alveare nei pressi dell'Albero del Mondo da cui ne estrae il polline, necessario a creare gli avatar del gioco di Yoo Jinho. In seguito Suho le fa ingerire la pietra runica ricavata dall'Apostolo della Conquista, da cui ottiene le sue abilità, seguita dall'ultima oscurità di Nidhogg appartenuta a Querehsha diventando sia la Regina degli Insetti che la Monarca del Vuoto.
Ragnar (라그나르?, Lageunaleu)
Un cucciolo di drago rosso figlio di Kamish e ultimo membro della propria razza, il cui uovo viene trovato da Cha Hae-In e Sirka nella Tomba dei Draghi furenti e consegnato a Suho, che lo fa schiudere inondandolo di mana e dandogli il nome prendendo ispirazione da Ragnaros di World of Warcraft. Diviene il contenitore per lo spirito di Antares, con il quale il Monarca spera di poter tornare in vita accrescendone il potere.

## Hunter

### Corea del Sud
Il paese in cui avvengono gli avvenimenti principali della storia. Conta solo dieci Hunter di grado S di cui uno, Hwang Dongsoo, migrato in America mentre quattro uccisi in azione, lasciandone solo sei. La Corea del Sud è l'unico paese che ha un'intera isola, l'isola di Jeju, invasa a causa di un Dungeon Break che causò la morte di innumerevoli civili e Hunter i quali, non riuscendo a completarlo, persero le speranze. Di conseguenza il paese ebbe per molto tempo una pessima immagine internazionale dei propri hunter, finché, dopo quattro anni, Jinwoo non riesce a riconquistare l'isola.
Cha Hae-In (차해인?)
Doppiata da: Reina Ueda (ed. giapponese), Jessica Bologna (ed. italiana)
È la protagonista femminile della storia, unica donna presente tra i grado S sudcoreani e una formidabile spadaccina. È la giovane e bellissima vice capogilda degli Hunters, dotata di una forte sensibilità olfattiva al mana che la porta a coprirsi il naso in presenza degli hunter. Unica eccezione è Jinwoo, non percependo niente provenire da lui e avvicinandovisi per curiosità, sviluppando col tempo dei sentimenti e imbarazzandosi quando è in sua compagnia. I suoi sentimenti sono tali che arriva addirittura a chiedere al giovane di poter entrare nella sua gilda abbandonando la propria, cosa che non accade a causa della sua indecisione e dell'ammissione di Yoo Soohyun. È comunque un hunter di tutto rispetto, capace di battere Igris e di tenere testa fino a un certo punto a Ber, due delle ombre più forti di Jinwoo. Già di suo abile con la spada, con la magia può creare terremoti e infondere le spade con la magia di luce. È allieva di Song Chi-Yul nella scherma e, per la sua grazia e abilità, viene definita "La Ballerina", sebbene solo in pochi conoscono tale aggettivo visto che la imbarazza. Jinwoo la invita a un appuntamento in un parco a tema, costruito nel posto dove apparve il gate in cui suo padre sparì, e trascorrono l'intera giornata insieme con somma gioia della ragazza. In prima linea contro gli eserciti dei mostri, a seguito della distruzione portata dai Monarchi rimasti ha un ultimo colloquio telefonico con l'hunter, a cui fa promettere che si incontreranno di nuovo una volta che sarà tutto finito. Nella nuova realtà ha un breve incontro con Jinwoo appena ritornato sulla Terra, rincontrandosi in seguito quando la guarirà da un infortunio alla caviglia per permetterle di continuare nella gara di atletica e dichiarandosi a lui durante la vigilia di Natale dove si fa dire la verità sulle loro vite precedenti. Successivamente diventerà madre del loro figlio Suho. Subito dopo essersi separata da Jinwoo quando questi andò a combattere gli Itarim, Hae-In venne coinvolta in una frattura dimensionale insieme a Kaisel, finendo nel mondo degli Elfi dei ghiacci e al contempo riottenendo i suoi poteri da hunter, usandoli per proteggere i nativi dagli spiriti della Foresta dell'eco. Grazie a ciò, e soprattutto a una collana dotata di una funzione di interpretazione - che Jinwoo le fece come regalo per il sedicesimo anniversario di matrimonio -, si guadagnò il soprannome di "Fanciulla del drago" così come il nomignolo Cha-Cha, addestrando i giovani elfi nell'arte della spada e allo stesso tempo tentando di ritornare sulla Terra. Avvertita la presenza di hunter all'interno della Foresta dell'eco, finisce per combattere contro Thomas Andre posseduto da un apostolo degli Itarim, momento in cui riesce a ricongiungersi con Suho e dando infine il colpo di grazia al nemico dopo che Ber le fa presente che la sua collana possiede anche i doni che le Ombre di Jinwoo hanno fatto per lei; inoltre, essendo stata la compagna di un Monarca, riesce ad assorbire l'energia dell'apostolo rendendosi pari a un Hunter di autorità nazionale. Alla fine decide di seguire le ceneri dei draghi morti nella precedente guerra, portate dalle fratture dimensionali, arrivando alla Tomba dei Draghi furenti in modo da poter ristabilire il potere di Kaisel. Dopo che l'ombra si rimette in sesto torna insieme a lui e Sirka sulla Terra, e raggiunge Suho nella zona demilitarizzata, con il suo ritorno che suscita scalpore in tutto il paese soprattutto quando viene riclassificata come grado S.
Sung Il-Hwan (성일환?)
Doppiato da: Rikiya Koyama (ed. giapponese), Enrico Chirico (ed. italiana)
Padre di Jinwoo e Jinah ed ex vigile del fuoco dopo essere diventato un hunter, scomparso dieci anni fa quando rimase bloccato dalla chiusura di un gate. Combatte con due pugnali, in modo simile al figlio, e questo spiega perché il giovane usi lo stesso tipo di armi. Ricompare all'interno di un gate di grado A in America, sorprendendo l'Associazione degli Hunter americani non solo per essere apparso letteralmente dall'altra parte del mondo ma anche perché la sua forza rivaleggia con quella dei mostri, avendo ripulito l'intero dungeon da solo e steso la squadra mandata a investigare. Timorosi che possa trattarsi di un mostro sotto sembianze umane, mandano a contrattare con lui Hwang Dongsoo, ma la cosa degenera in quanto il grado S, rancoroso nei confronti di Jinwoo per ciò che è accaduto al fratello, dà luogo a uno scontro in cui viene letteralmente pestato da Il-Hwan, il quale lo avverte di stare alla larga da suo figlio o avrebbe subito un destino peggiore della morte (cosa che avverrà). Quando l'hunter di autorità nazionale Christopher Reed muore, diventa il principale sospettato e ricercato in tutto il mondo. Riappare in diverse occasioni, ad esempio in una zona remota del mondo per affrontare il Monarca del Gelo, scontro che implicitamente è terminato senza che nessuno dei due eliminasse l'altro, durante il Dungeon Break in Giappone e infine quando i Monarchi attaccano Seul e affrontano il figlio. Sembra che fosse a conoscenza del tradimento del Monarca delle Ombre e del fatto che Jinwoo ne avrebbe ottenuto i pieni poteri, per questo ha lasciato che i Monarchi lo uccidessero per poi difenderlo durante il processo, dimostrando di avere poteri e forza paragonabili ai due esseri - nel manhwa viene fatto intendere che i Governanti gli abbiano conferito i loro poteri, avendo un'aura di energia simile a Thomas Andre e Gunhee. Lo sforzo e le ferite riportate, però, portano il suo corpo al limite, scomparendo dopo aver avuto un ultimo confronto con Jinwoo. Nella nuova realtà è l'unico, oltre al figlio, ad aver mantenuto i ricordi della precedente, chiedendo tuttavia ai Governanti di resettare anche la sua memoria in modo da poter vivere felicemente come un padre, per poi andare in pensione trasferendosi con la moglie a Yangpyeong. Simultaneamente alla scomparsa di Jinwoo e al nuovo avvento dei Gate Il-Hwan riacquistò sia i suoi ricordi che i poteri da hunter, decidendo, però, di continuare a stare al fianco della sua famiglia e ripulendo di tanto in tanto semplici dungeon vicini alla loro casa. Un giorno scopre l'esistenza del mercato nero, venendo, però, catturato dal culto degli Itarim che gli incastonano diversi Frammenti di stella sul corpo in modo da renderlo il loro secondo Gran sacerdote, riuscendo sorprendentemente a resistere al loro effetto e aiutando Suho sconfiggendo Hwang Dongsoo. Tuttavia, a causa dell'uso eccessivo dei suoi nuovi poteri che inizia a corroderlo, deve periodicamente rimanere all'interno della crepa che conduce al Vuoto così da ricaricare i Frammenti di stella, allenandosi nel frattempo a prendere dimestichezza con la sua nuova forza. Avvertita la presenza dell'Apostolo del Paradiso, Il-Hwan riesce a raggiungere in tempo sua moglie, proteggendola insieme a diversi orfani, e sconfigge il nemico insieme a una sopraggiunta Cha Hae-In, assorbendone gran parte della forza che restaura il suo corpo. Dopo la battaglia contro l'Apostolo della Conquista, Suho riesce finalmente a creare l'Acqua sacra della vita che guarisce Il-Hwan e, come effetto collaterale, unisce il potere dei diversi Frammenti di stella sul suo corpo in uno, mettendolo allo stesso livello di un apostolo.
Park Kyung-Hye (박경혜?)
Doppiata da: Yuri Amano (ed. giapponese), Marta Altinier (ed. italiana)
La madre di Jinwoo e Jinah che, a causa di una malattia chiamata Sindrome del Sonno eterno, dovuta all'esposizione prolungata al mana (comunemente dovuta alla vicinanza degli hunter), rimase relegata in ospedale per quattro anni. Costretta a mantenere da sola i suoi due figli in seguito alla scomparsa del marito, si dimostra una madre affettuosa e molto premurosa che mette al primo posto la loro salute piuttosto che la propria. Prima di entrare nel Sonno eterno fa promettere al figlio di proteggere sua sorella da ogni pericolo; al suo risveglio le sue prime parole sono rivolte a Jinwoo chiedendogli se avesse tenuto fede alla promessa fatta. Jinwoo non ha mai lasciato l'appartamento in cui vivevano per volere della madre, la quale continua ad attendere il ritorno del marito finché non ne percepisce la morte dopo lo scontro con i Monarchi a Seul, decidendo finalmente di trasferirsi. Nella nuova realtà, rimasta inizialmente sconvolta dopo la prima scomparsa di Jinwoo, decide di aprire un orfanotrofio a Yangpyeong. Due anni dopo il nuovo avvento dei Gate Suho, dopo il salvataggio di Il-Hwan, le fa riacquistare i ricordi della precedente linea temporale.
Sung Jinah (성진아?)
Doppiata da: Haruna Mikawa (ed. giapponese), Serena Stollo (ed. italiana)
Sorella di Jinwoo e studentessa. Nota qualcosa di strano nel fratello dopo il risveglio ma non fa troppe domande e risulta essere una ragazza gentile e disponibile. Rischia di morire dopo che un'orda di orchi prende di mira la sua scuola, attirati principalmente dal suo risveglio come hunter, venendo salvata all'ultimo da Jinwoo. Nella nuova realtà si sposa con Jinho, da cui aspetta un bambino, e apre un ospedale a Yangpyeong sponsorizzato dall'azienda del marito. Due anni dopo il nuovo avvento dei Gate Suho, dopo il salvataggio di Il-Hwan, le fa riacquistare i ricordi della precedente linea temporale.
Yoo Jinho (유진호?)
Doppiato da: Genta Nakamura (ed. giapponese), Stefano Broccoletti (ed. italiana)
Hunter di grado D che viene salvato dal gruppo di Hwang Dongsuk da Jinwoo. Inizialmente è molto spaventato dal protagonista in quanto pensa sia un "Falso grado", ovvero un hunter che si finge di basso grado, pur essendo in realtà molto forte, per saccheggiare i più deboli, ma successivamente rimane colpito dalle sue abilità e capisce che è una persona gentile e con buone intenzioni, sviluppando nei suoi confronti una crescente lealtà ed un profondo rispetto. Nato in una famiglia benestante indossa spesso equipaggiamenti costosi ma ingombranti e appariscenti, venendo scherzosamente richiamato dal protagonista. Il padre, ricco uomo d'affari, gli propone la carica di capogilda della gilda del proprio gruppo a patto che convinca Jinwoo a unirsi a loro, ma Jinho rifiuta venendo cacciato di casa. In seguito alla volontà di Jinwoo di creare la propria gilda accetta il ruolo di vice al suo fianco, decidendo di seguirlo e supportarlo nel migliore dei modi. Conserva ritagli di giornale dove si parla della gilda, nella speranza di aggiungerne qualcuno in cui si parli di lui. Durante il Dungeon Break in Giappone offre il suo supporto ai civili evacuando le zone devastate, scoprendo verso la fine che il padre è caduto nel Sonno eterno e di come lo stimasse, conservando come lui ritagli di giornale che parlavano del figlio. Jinwoo, commosso, rianima l'uomo con una fiala di Acqua sacra con cui aveva curato la madre. Durante la Conferenza nazionale delle gilde viene rapito e torturato da Hwang Dongsoo per farsi rivelare la verità dietro la morte del fratello. Jinwoo lo trova e, dopo aver massacrato l'hunter e i suoi sottoposti, lo affida a Beru per farlo curare. Nella nuova realtà diventa il presidente di una compagnia di videogiochi che porta il nome della gilda Ahjin, oltre a essere sposato con Jinah da cui aspetta un bambino. Con il nuovo avvento dei Gate Jinho diventa il tutore di Suho dopo la scomparsa dei suoi genitori, oltre a risvegliarsi di nuovo come hunter ma decidendo di rinunciare alla professione per il bene del suo staff. Rincontra Suho dopo un mese dal suo risveglio - in cui è alle prese con lo sviluppo di un nuovo gioco a realtà virtuale basato sugli hunter e che ha chiamato "Solo Leveling" - e chiedendogli, come fece il padre nella precedente realtà, di aiutarlo a creare la propria gilda. Ovviamente Suho rifiuta, dato che avrebbe interferito con la propria crescita, e su consiglio di Beru apre il Dungeon delle Ombre dove Jinho ricorda gli avvenimenti accaduti nella precedente linea temporale, capendo la verità sui Gate e sulla scomparsa di Jinwoo e Hae-In, e decidendo di supportare il nipote. Quando Suho trasporta gli abitanti delle città in Corea del Nord infestate dagli Elvenwood nell'ospedale di Jinah grazie al Dungeon delle Ombre, Jinho decide di utilizzare le capsule da gioco prodotte dalla sua azienda per mantenere coloro caduti nel Sonno eterno. È qui che scopre, grazie alla collaborazione con Harmakan, che la realtà virtuale è simile a un Instance Dungeon, ricordandosi di aver parlato del progetto del suo primo gioco in realtà virtuale, Beautiful World, con Jinwoo e capendo di come quest'ultimo lo abbia aiutato, decidendo di collaborare con l'ombra per salvare le anime dal Mare dell'Aldilà e ottenendovi anche informazioni. In seguito, su consiglio di Suho e con l'aiuto di Beru, Harmakan e Ammut, modificherà il suo nuovo gioco nel progetto Solo Leveling: Ragnarok, un simulatore della vita di Jinwoo che permetterà alle persone comuni di subire un risveglio e, insieme anche ai normali hunter, di salire di livello in vista della battaglia contro gli Itarim direttamente nei loro mondi tramite degli avatar.
Yoo Myunghan (유명한의?)
Doppiato da: Shunsuke Sakuya (ed. giapponese), Gianni Giuliano (ed. italiana)
Padre di Jinho e amministratore delegato dell'Impresa edile Yoojin. Ha un carattere molto serio e duro all'esterno ma in realtà è un padre amorevole: infatti, nel suo voler costruire una gilda non vi sono interessi a scopo di fama o lucro ma solo il desiderio di proteggere la sua famiglia. Inoltre, diventa molto triste quando un dottore gli suggerisce di allontanarsi da Jinho, appena diventato hunter, in quanto la vicinanza al mana presente nel corpo del figlio lo avrebbe portato verso il Sonno eterno. Jinho lo scopre dopo il Dungeon Break in Giappone, venendo a sapere dal suo segretario di come lo stimasse conservando ritagli di giornale che parlavano del figlio proprio come lui. Jinwoo, commosso, rianima l'uomo con una fiala di Acqua sacra con cui aveva curato la madre.
Yoo Soohyun (유수현?)
Cugina di Jinho e nipote di Myunghan. Principalmente modella e attrice, Soohyun è anche una Hunter di grado A. Viene proposta dal cugino a Jinwoo per farla entrare nella gilda Ahjin, dato che necessitavano di almeno tre membri per ufficializzarla.
Lee Joohee (이주희?)
Doppiata da: Rina Honizumi (ed. giapponese), Marta Filippi (ed. italiana)
Hunter di grado B di classe healer e vecchia amica Jinwoo che lo accompagna all'interno dei gate. È una ragazza molto gentile e premurosa, specialmente nei confronti di Jinwoo verso cui si preoccupa costantemente, arrabbiandosi per le continue ferite che si procura. Nonostante sia una grado B, per la troppa paura Joohee non prova ad affrontare portali superiori al grado C. Rimarrà traumatizzata dagli eventi del dungeon doppio e dall'aggressione di Kang Taeshik, portandola a prendere la decisione di abbandonare la carriera di hunter e di tornare nel suo paese natale, pur decidendo di partecipare all'operazione di difesa della costa durante il raid dell'isola di Jeju. Nella nuova realtà ha un breve incontro con Jinwoo nei pressi dell'ospedale dove studia, notando un senso di familiarità nel ragazzo che, d'altro canto, sceglie di distanziarsene affinché viva senza essere condizionata dai suoi vecchi ricordi. Con il nuovo avvento dei Gate torna a essere una hunter, unendosi alla gilda dei Cavalieri e facendosi conoscere sia per il suo carattere gentile che per le doti mediche oltre a quelle di healer. Incontra Suho poco prima dell'operazione per il Dungeon Break della spiaggia Haeundae di Busan, accompagnandolo in seguito in qualità di healer di supporto nei tre dungeon acquistati dai Cavalieri.
Song Chi-Yul (송치열?)
Doppiato da: Eiji Hanawa (ed. giapponese), Davide Lepore (ed. italiana)
Hunter di grado C di classe mago specializzato nel fuoco, cosa che, a detta sua, stona con il fatto di essere un insegnante di kumdo. Uomo vivace e sarcastico che si prende cura dei suoi compagni, tra cui Jinwoo e Joohee. È uno dei sopravvissuti all'incidente del dungeon doppio dove perde il braccio sinistro, decidendo comunque di continuare a lavorare come hunter.
Han Song-Yi (한송이?)
Doppiata da: Miyu Tomita (ed. giapponese), Jasmine Volpi (ed. italiana)
Hunter di grado E che decide di abbandonare la scuola in seguito ai guadagni ottenuti nelle spedizioni dei portali organizzate da Jinho e Jinwoo, oltre a essere una grande amica della sorella di quest'ultimo in quanto sua compagna di classe. Dopo l'esperienza avuta nell'incidente del red gate di grado C decide di continuare gli studi.
Go Gunhee (고건희?)
Doppiato da: Banjo Ginga (ed. giapponese), Fabrizio Pucci (ed. italiana)
È uno degli hunter coreani di grado S e il presidente dell'Associazione degli Hunter coreana. Iniziò a diventare molto potente in età avanzata, ma ciò non gli consentì mai di sprigionare le sue vere abilità in quanto la vecchiaia lo rese incapace di continuare a combattere. Individuo umile, aperto e onesto che apprezza molto coloro con una buona morale e, di conseguenza, è molto disgustato verso quelli che mirano solo al guadagno personale. Più tardi si scopre che il suo potere deriva da un Governante, più precisamente il "Frammento più brillante di luce splendente", ma come già accennato il suo corpo era al limite e, quindi, non in grado di continuare a lottare. Ciò segna la sua fine per mano del Monarca del Gelo. Quando Jinwoo interviene rifiuta di farsi curare, sostenendo che ormai non può fare più niente e muore in pace, conscio che Jinwoo fermerà la guerra imminente, con il giovane hunter che piange la sua morte come tutti e giura vendetta contro i Monarchi. Nella nuova realtà Gunhee, affetto da una malattia incurabile, riceve segretamente la visita di Jinwoo in ospedale che gli dona una fiala contenente l'Acqua sacra della vita e spiegandogli come avevano combattuto insieme nella precedente linea temporale. Pur trovando difficile credere alla storia di Jinwoo, Gunhee decide, comunque, di prendere la pozione poiché non aveva nulla da perdere, riuscendo a vivere per altri dieci anni. Ricoverato di nuovo in ospedale al termine dell'effetto, quando Jinwoo decide di curarlo una seconda volta Gunhee rifiuta, poiché aveva già vissuto una lunga vita ed era soddisfatto degli anni che il ragazzo gli aveva dato, chiedendogli invece di mostrargli il mondo in cui avevano combattuto insieme. Jinwoo decide, quindi, di restituirgli i ricordi della linea temporale cancellata, con Gunhee che, in lacrime, lo ringrazia per il tempo trascorso insieme e muore pacificamente.
Woo Jinchul (우진철?)
Doppiato da: Makoto Furukawa (ed. giapponese), Gabriele Vender (ed. italiana)
Hunter di grado A e Capo ispettore del Dipartimento di sorveglianza dell'Associazione degli Hunter coreana, dal carattere stoico che raramente mostra emozioni e si attiene solo ai fatti. Interroga Jinwoo dopo essere sopravvissuto al dungeon doppio, cercando di capire se abbia avuto un secondo risveglio ma lasciando stare dopo aver constatato che è ancora un grado E. Da quel momento, tuttavia, Jinchul inizia a notare la forza del ragazzo nel corso di diversi incidenti fino a rendersi conto del suo potere durante il raid degli Hunters nel gate di grado A, cosa che lo lascia attonito ma portandolo a provare grande rispetto per Jinwoo. La notizia dell'omicidio di Gunhee ha un pesante impatto su di lui, facendolo piangere in privato per diversi giorni, e, dopo una settimana, viene scelto dai vertici dell'Associazione per essere il nuovo presidente, in quanto miglior candidato possibile grazie ai suoi anni di esperienza come braccio destro di Gunhee e ai suoi legami con Jinwoo. Prima dello scontro finale con i Monarchi, Jinwoo gli fa vedere i retroscena che si celano dietro la comparsa dei Gate, lasciando il neo presidente visibilmente sconvolto per la verità appresa ma conscio che solo l'hunter possa riuscire nell'impresa. Nella nuova realtà Jinchul è un agente di polizia della Divisione crimini violenti, che incontra Jinwoo investigando sui casi di criminali costituitisi di propria volontà. Inizialmente sviato dal ragazzo, un semplice contatto con lui fa riaffiorare i ricordi della linea temporale precedente a causa di un bisogno subcosciente di ricordarsene, felice di poter riconoscere l'hunter e offrendogli la possibilità di lavorare in polizia, dove più avanti verrà promosso a capo del dipartimento. Con il nuovo avvento dei Gate è il primo hunter a risvegliarsi, usando le sue conoscenze per creare immediatamente l'Associazione degli Hunter divenendone il presidente, così come la prigione di Jisan per gestire più facilmente i criminali che si sarebbero risvegliati. Direttosi nella Corea del Nord per ripulirla e fermare l'avanzamento dei mostri, Jinchul finisce per occuparsi anche delle città gestite dai criminali, l'ultima delle quali, Paradise, presenta delle grosse mura resistenti persino alla forza di Choi Jong-In, impedendogli, quindi, di tornare. La situazione si sblocca con l'arrivo di Suho, soprattutto quando, una volta incontratolo, appare una pietra dell'anima creata appositamente da Jinwoo per questa occasione, contenente una barriera ristorativa che stabilizza temporaneamente il corpo del presidente: Jinchul, infatti, era riuscito a ottenere molte abilità dalle pietre runiche così da poter formare senza troppi ostacoli l'Associazione degli Hunter, ma il suo corpo non era più in grado di sopportarne l'enorme quantità.
Baek Yoonho (백윤호?)
Doppiato da: Hiroki Tochi (ed. giapponese), Riccardo Scarafoni (ed. italiana)
Ex pompiere e precedentemente uno dei membri della gilda dei Mietitori, è uno dei dieci hunter di grado S e il capo della gilda Tigre Bianca. È un hunter unico in quanto il suo potere è mutare in una bestia felina antropomorfa, che amplifica forza e riflessi. La mutazione parziale gli tinge i capelli di bianco, le pupille diventano gialle e comincia a crescergli pelo e artigli sulle braccia. È in conflitto con Choi Jong-In, sebbene collabori con lui per problemi legati a mostri e dungeon. Dopo l'incidente del red gate di grado C, dove Jinwoo salva diversi membri della sua gilda, è il primo a realizzare che il ragazzo è in grado di diventare continuamente più forte, sviluppando col tempo un rapporto di rispetto e ammirazione nei suoi confronti. Veterano dell'isola di Jeju, avendo partecipato al terzo raid dove vide morire molti amici nel processo, si unisce alla nuova spedizione dove, però, assiste di persona alla morte del suo amico e compagno sopravvissuto Min Byung-Gyu per mano del Re delle formiche, ringraziando infine Jinwoo per aver messo fine all'incubo. Nella nuova realtà lavora sotto l'unità di Sung Il-Hwan, tornando a essere con il nuovo avvento dei Gate capogilda della Tigre Bianca, stavolta composta principalmente da hunter bestia e a cui trasmette i suoi valori altruistici, oltre ad avere una figlia di nome Miho. Costretto ad assentarsi per chiudere diversi gate, ritorna per aiutare nella cattura degli evasi della prigione di Jisan avvertendo il tremendo potere proveniente dall'ombra di Harmakan, raggiungendo Suho e scambiandolo per uno dei criminali finché non viene ripreso da sua figlia, oltre a scoprire che è il nipote di Il-Hwan.
Baek Miho (백미호?)
La figlia di Yoonho, hunter di grado A e vice capogilda della Tigre Bianca, anche lei in grado di trasformarsi come il padre ma in una volpe. È una donna cauta e seria, con una grande lealtà e rispetto nei confronti dell'Associazione degli Hunter coreana e dei suoi dirigenti. È anche capace di nascondere le sue vere emozioni attraverso le sue doti recitative ed è molto attenta a ciò che la circonda, il che la rende un'eccellente spia. Vista la sua natura di hunter bestia, avverte la chiamata del dungeon Magok nel distretto di Gangseo per poter decidere il nuovo Monarca delle Zanne. Qui ha modo di scorgere per la prima volta Suho, rincontrandolo e collaborandovi durante la crisi provocata da Lee Minsung e nell'evasione della prigione di Jisan.
Min Byung-Gyu (민병규?)
Doppiato da: Junya Enoki (ed. giapponese), Alessio Celsa (ed. italiana)
Un hunter in pensione e uno dei dieci hunter di grado S, amico intimo di Baek Yoonho. È un healer con una capacità di guarigione impressionante, riuscendo a fornire una gran varietà di buff ai suoi alleati che variano dalla forza alla velocità, danni, difesa ecc. Individuo dall'animo gentile e altruista, decise di ritirarsi dopo il terzo raid sull'isola di Jeju, dove vide morire un caro amico suo e di Baek, oltre ad aver sempre avuto un disgusto per il campo di battaglia in generale. Da allora vive come insegnante, decidendo, però, di aiutare un'ultima volta i suoi vecchi colleghi al quarto raid sull'isola ma trovando la morte per mano del Re delle Formiche. Jinwoo, per guarire Cha Hae-In esanime, lo fa risorgere come ombra, decidendo in seguito di rilasciarlo su richiesta di Yoonho. Il suo spirito, prima di tornare nel Vuoto, contatta quello di Hae-In per mettere in guardia Jinwoo dai suoi poteri. Nella nuova realtà è felicemente sposato con un'insegnante di storia coreana e, con il nuovo avvento dei Gate, diventa consulente medico dell'Associazione degli Hunter; inoltre, continua ad avere incubi riguardanti la sua morte nella precedente linea temporale, cosa che lo ha portato a detestare le formiche ma, di conseguenza, anche a non risvegliarsi di nuovo come hunter. Conosce Suho durante la rivalutazione del grado di quest'ultimo e svenendo quando incontra Beru, il quale, "riconoscente" nei suoi confronti per avergli insegnato il concetto di umanità, lo libera dal suo incubo permettendogli di risvegliarsi come hunter di grado C.
Choi Jong-In (최종인?)
Doppiato da: Daisuke Hirakawa (ed. giapponese), Claudio Marsicola (ed. italiana)
Uno dei dieci hunter di grado S e il capo della gilda Hunters. Baek Yoonho parla di lui come di un serpente molto scaltro che nasconde le sue vere intenzioni. È un mago di fuoco estremamente potente ed è in grado di determinare solo con lo sguardo che Jinwoo è già di grado S. Viene definito "L'arma più forte dell'umanità", sebbene con l'arrivo di Jinwoo tale appellativo gli risulti ridicolo paragonato al ragazzo. Nella nuova realtà diventa un famosissimo investitore nell'industria videoludica che decide di finanziare il nuovo gioco virtuale di Jinho. Con il nuovo avvento dei Gate riottiene i suoi poteri (così come il suo soprannome) ed è il primo hunter di grado S a unirsi all'Associazione grazie a Woo Jinchul - cosa che stavolta non porta alla formazione degli Hunters. Accompagna il presidente in Corea del Nord e, subito dopo la caduta degli alberi Elvenwood, riacquista i ricordi della precedente linea temporale grazie a Suho.
Hwang Dongsuk (황동숙?)
Doppiato da: Yasuhiro Mamiya (ed. giapponese), Alessandro Parise (ed. italiana)
Hunter di grado C e fratello maggiore del grado S Hwang Dongsoo che, insieme al suo gruppo, tentava di approfittarsi dei più deboli, con l'obiettivo di guadagnare abbastanza soldi da potersi distaccare dal fratello che vede come un traditore per aver emigrato negli Stati Uniti. Avendo accettato nel gruppo Jinwoo e Jinho solo per sfruttarli e poi eliminarli, entra in un portale per raccoglierne le risorse, ma il protagonista, capendo subito le intenzioni sue e dei suoi compagni, riesce a eludere la loro trappola e finisce per eliminarli tutti, attirandosi, tuttavia, le ire di Dongsoo. Nella nuova realtà Dongusk diventa insieme al fratello un truffatore a livello nazionale, divenendo un criminale a tutti gli effetti dopo aver riottenuto i suoi poteri ma abbandonando il fratello considerandolo un peso. Fu arrestato e trasferito nella prigione di Jisan, diventandone praticamente il padrone dopo aver saputo che Dongsoo è stato classificato come grado S e usandolo come deterrente. Due anni dopo stringe un accordo con Harmakan, provocando un'evasione di massa e dirigendosi al Villaggio Yamri, ma quando l'arrivo di Suho sconvolge i loro piani Dongsuk viene tradito dal suo alleato e trasformato in un Cavaliere della morte insieme ai suoi ex compagni, costretto a provare la sofferenza dei peccati che ha commesso finché Suho, indebolito Harmakan e purificato il loro mana, li trasforma in soldati ombra temporanei.
Hwang Dongsoo (황동수?)
Doppiato da: Junichi Suwabe (ed. giapponese), Alessandro Budroni (ed. italiana)
Fratello minore di Dongsuk e hunter di grado S emigrato in America per entrare a far parte della gilda Scavenger. Pur piangendo il fratello ne utilizza l'accaduto come scusa per tornare in Corea solo per vendicarsi di Jinwoo, mancandolo per un soffio a causa del red gate di grado C. Viene chiamato dagli USA per interrogare un essere sospetto uscito da un portale, ovvero Sung Il-Hwan, che scopre essere il padre di Jinwoo ma, tentando di vendicarsi, viene facilmente sconfitto. Riappare durante la Conferenza internazionale delle gilde dove, nonostante gli avvertimenti del suo capo Thomas Andre, rapisce Jinho e lo tortura per farsi dire la verità sul fratello. Questo errore gli costerà caro, in quanto Jinwoo, furioso, lo troverà e lo massacrerà prima dell'intervento di Thomas, il quale era il vero piano di Dongsoo. Terminato lo scontro i suoi colleghi lo trovano morto, e il giorno dopo si scopre che Jinwoo gli ha riservato un destino peggiore della morte, estraendo la sua ombra e assoggettandolo al suo volere. Nella nuova realtà Dongsoo diventa insieme al fratello un truffatore a livello nazionale ma, poco dopo il nuovo avvento dei Gate, viene abbandonato da Dongsuk dato che non si era ancora risvegliato e rallentandolo nelle sue attività criminali. In seguito subì anche lui il risveglio, venendo classificato come grado S in quanto riuscì a sfuggire alla cattura per mano di Choi Jong-In e Woo Jinchul. Viene avvicinato dal culto degli Itarim, subendo col tempo un lavaggio del cervello e diventando Gran sacerdote del loro culto, con vari Pezzi di stella incastonati sul corpo. Finisce, però, per essere ucciso da Il-Hwan per via della differenza di forza, dato che quest'ultimo aveva ottenuto in precedenza il potere dai Governanti mentre Dongsoo si era semplicemente potenziato, e ritorna come Soldato Ombra di Suho.
Kang Taeshik (강태식?)
Doppiato da: Kōki Uchiyama (ed. giapponese), Anania Amoroso (ed. italiana)
Un ispettore del Dipartimento di sorveglianza dell'Associazione degli Hunter coreana di classe Assassino, dotato della skill Furtività, che ne nasconde la presenza sia fisicamente che magicamente, e di una velocità inumana. Dietro questa facciata, tuttavia, si rivela essere arrogante e psicopatico, trovando più divertente uccidere gli umani che i mostri e usando i criminali come sfogo per le sue tendenze omicide. Orgoglioso del proprio status di hunter, possiede un'ideologia suprematista secondo cui essi non sono obbligati a seguire le leggi umane, in quanto del tutto superiori agli umani normali; da ciò deriva anche il suo rispetto per l'ordine naturale delle cose, come dimostra quando accetta la sua sconfitta contro Jinwoo durante una missione in cui è stato ingaggiato per eliminare dei criminali dal padre di una delle loro vittime. Da lui Jinwoo ottiene la runa Furtività, acquisendone i poteri. Nella nuova realtà viene arrestato dal suo ex collaboratore dell'Associazione Woo Jinchul che, con il nuovo avvento dei Gate, lo trasferì nella prigione di Jisan. Una volta manifestati i suoi poteri, non avendo commesso crimini violenti, venne convinto da Jinchul nel diventare un cacciatore di taglie dell'Associazione. Si unisce a Suho per dare la caccia ai criminali evasi dalla prigione, morendo nel villaggio Yamiri e con il suo spirito che viene torturato da Harmakan per renderlo uno Spettro demoniaco, facendogli ricordare di come aveva ucciso il padre violento all'età di sette anni adottando la propria visione distorta della vita. Viene fortunatamente salvato da Suho che lo riporta in vita come Soldato Ombra.
Kim Chul (김철?)
Doppiato da: Chikairo Kobayashi (ed. giapponese), Pietro Ramacciato (ed. italiana)
Hunter di grado A appartenente alla gilda della Tigre Bianca, la cui forza gli permette di ricoprire il ruolo di tank grazie a un'armatura pesante, un'enorme ascia e un grosso scudo. Arrogante ed eccessivamente orgoglioso delle sue capacità, mostra sdegno verso gli hunter di grado inferiore al suo considerandoli come pesi morti. Durante l'incidente del red gate il suo gruppo viene facilmente ucciso dagli elfi dei ghiacci guidati da Baruka, principalmente a causa della sua vanità che lo porta a non ammettere i propri errori e giustificandone la morte a fattori circostanziali invece che alle sue scarse capacità di pianificazione e leadership. Questo tratto caratteriale, insieme al trauma subito, fa impazzire Chul che attacca il gruppo di Jinwoo dopo aver scoperto che erano sopravvissuti grazie ai propri preparativi, un errore che alla fine paga con la vita per mano di Igris affinché Jinwoo possa ottenere la sua ombra per aiutarlo contro Baruka. Nella nuova realtà Chul fa parte di un gruppo di atletica del liceo dove incontra Jinwoo durante una gara, provando uno strano bisogno di inginocchiarsi davanti a lui (una sorta di eco del suo periodo come Iron) e affrontandolo con rabbia, e prima che la situazione degeneri Jinwoo lo ipnotizza affinché dimentichi l'accaduto e diventi una persona migliore da quel momento in poi nella sua vita. Con il nuovo avvento dei Gate Chul riottiene i suoi poteri, venendo personalmente selezionato da Jinchul come direttore della filiale dell'Associazione a Yangpyeong per proteggere i genitori di Jinwoo vista la sua assenza. La cosa, però, lo lasciò deluso, visto il suo desiderio di voler agire in modo attivo come hunter, e a causa di questo malcontento venne avvicinato e si unì al culto degli Itarim. Incontra Suho sotto la sua identità fittizia di Vulcan, cercando di ucciderlo all'interno del Tempio di Cartenon del mercato nero credendo di poter ottenere la capacità di creare Pietre del sangue, venendo, tuttavia, sconfitto e ridiventando un Soldato Ombra.
Lim Tae-Gyu (림태규?)
Doppiato da: Kōsuke Toriumi (ed. giapponese), Lorenzo De Angelis (ed. italiana)
Uno dei dieci hunter di grado S e il capo della gilda dei Mietitori. Nonostante il suo grado sembra poco sicuro delle proprie capacità di hunter, felice, comunque, di fare il suo lavoro quando è necessario. È il miglior hunter di tipo ranger della Corea, trovandosi, quindi, più avvantaggiato dalla distanza dove può scagliare frecce magiche. Nella nuova realtà diventa il tassista di Lee Minsung, ma con il nuovo avvento dei Gate si risveglia ancora come hunter di grado S e capogilda dei Mietitori; tuttavia, nello stesso giorno la moglie si trasformò in Mist Burn a causa dalla nebbia blu dei dungeon e tentò di aggredire il figlio Dogyun, il quale fuggì via dopo che Tae-Gyu dovette ucciderla. Oltretutto, il ripetersi dell'allontanamento di Baek Yoonho e di altri membri lo portò a far sponsorizzare la propria gilda da Minsung in cambio di rendere quest'ultimo vice capogilda, con la cosa che generò malcontento nell'opinione pubblica quando iniziarono a girare voci su un loro coinvolgimento con la gilda Iena. Scoperta infine la verità su colui che in precedenza considerava un amico, Tae-Gyu, insieme ai membri restanti della gilda, aiuta l'associazione a respingere l'attacco di quelli che furono rapiti e trasformati in mutanti da Minsung, venendo, però, colpito a tradimento da Arsha con le sembianze del suo segretario così da attivare la pappa reale accumulatasi all'interno del suo corpo. Fortunatamente riesce a contrastare l'influenza dell'ape regina usando il proprio mana e, seppur indebolito, aiuta Suho e Baek Miho a sconfiggere Minsung, riuscendo in seguito a farsi disintossicare. Le azioni del suo ex vice, purtroppo, minano pesantemente l'immagine pubblica dei Mietitori, cercando di riottenere credibilità ripagando le famiglie degli hunter morti durante la crisi e ritrovandosi in difficoltà sia sul piano finanziario che nella struttura della gilda. Fortunatamente riottiene il rispetto dell'opinione pubblica quando Suho, tramite le sue nuove capacità di arciere, riesce a fermare un Dungeon Break a Euljiro lasciando a Tae-Gyu il merito, oltre a rivelargli tramite Quay (l'ombra di Minsung) l'ubicazione dei fondi che questi aveva accumulato illegalmente in vita. Ciò nonostante non riesce a far rallentare il decadimento della gilda, ormai non più tra le più grandi e costretti a partecipare come squadra d'assalto. Durante il Dungeon Break della spiaggia Haeundae di Busan cade sotto l'illusione di Xavier in cui si lascia letteralmente consumare dal ricordo della moglie, finché non viene salvato da Kira, il quale gli intima di fare altrettanto con Dogyun con cui riesce a riconciliarsi.
Lee Minsung (이민성?)
Doppiato da: Gen Sato (ed. giapponese), Alessio Nissolino (ed. italiana)
Considerato uno dei migliori attori cinematografici asiatici, Minsung si presenta come gentile, umile e altruista, ottenendo un grande seguito in Corea, ma in realtà è arrogante, odioso ed egocentrico, mostrando un carattere viziato essendo figlio di genitori benestanti; di contro possiede un ego fragile, lasciandosi facilmente intimidire da coloro che hanno più influenza e perde la calma quando gli viene tolta attenzione. Dopo essere stato segretamente valutato come hunter di grado A, Minsung decide di "ritirarsi" dalla sua carriera di attore per due anni e unirsi alla gilda dei Mietitori, mossa in realtà pianificata per distogliere l'attenzione del pubblico dalle voci secondo cui avrebbe eluso la leva militare coreana. Per sfruttare al massimo il suo passaggio negozia un accordo in base al quale sarebbe stato pagato in milioni solo per promuovere la gilda e, per celebrare il suo ingresso, organizza un grande evento pubblicitario per la stampa. Sfortunatamente ciò coincide con l'annuncio di Jinwoo come nuovo hunter di grado S della Corea, che cattura tutta l'attenzione dei media oscurando e rovinando completamente i piani attentamente pianificati di Minsung. Durante il quarto raid sull'isola di Jeju rimane di stanza al largo della costa dell'isola con il resto della gilda, ma non avendo mai partecipato a una vera battaglia va subito nel panico quando le formiche iniziano a sciamare in seguito alla sconfitta del loro re. Con il nuovo avvento dei Gate si risveglia sempre come hunter di grado A e diventa sia lo sponsor che il vice capogilda dei Mietitori, portandolo a provare gelosia per Lim Tae-Gyu vista la precedente occupazione di quest'ultimo come suo autista ed entrando in affari con i demoni nel traffico di Polvere di stella, una droga in grado di amplificare il mana. Col tempo, però, i suoi affari vengono rovinati da Suho, portando l'Associazione degli Hunter a renderlo un ricercato e spingendolo a chiedere aiuto alla sua socia in affari Arsha per poter fuggire all'estero. Quest'ultima, però, decide di trasformarlo in un suo servitore insetto, ma riesce a ribellarsi al suo controllo mutando parzialmente e, in una sorta di eco, inizia a uccidere gli hunter come offerta sacrificale per Querehsha così da diventare il nuovo Monarca della Piaga. Riuscito a mutare coscientemente in un insettoide per liberarsi dalla morsa di Arsha, affronta Suho, Baek Miho e Lim Tae-Gyu nel santuario di Querehsha costruito nel suo ex ufficio, venendo sconfitto e trasformato in un soldato ombra. Nel manhwa Minsung stringe un'alleanza con l'apostolo Tiel, il quale, tuttavia, lo tradirà durante il raid del dungeon aperto di Paju impiantandovi un Frammento di stella, rendendolo pari a un grado S ma un suo burattino. Riuscito a riprendere brevemente il controllo di sé per via del suo enorme ego, Minsung si vendica trafiggendo l'apostolo alle spalle e fugge, data la propria posizione compromessa all'interno dell'Associazione, ma viene fermato e sopraffatto da Suho. Resosi conto di non avere possibilità cerca di negoziare con il ragazzo rivelandogli l'identità di Tiel, ma quest'ultimo ne prende ancora il controllo trasformandolo in un mostro dalle sembianze angeliche. Ancora una volta, però, Minsung riesce a riprendersi quando Suho gli sferra un colpo che indebolisce la presa dell'apostolo, decidendo di lasciarsi sconfiggere piuttosto che essere schiavo di qualcuno.
Ma Dongwook (마동욱?)
Doppiato da: Akio Ōtsuka (ed. giapponese), Marco De Risi (ed. italiana)
Uno dei dieci hunter di grado S e il capo della gilda Fama, un corpulento maestro di judo di mezz'età in grado di raddoppiare le sue dimensioni. Tuttavia, nonostante il suo status, ha una forza mediocre per un grado S, rendendolo molto probabilmente uno dei più deboli al mondo. Amichevole ed estroverso, viene quasi sempre visto sorridere ed è molto compassionevole verso i suoi compagni hunter. Con il nuovo avvento dei Gate torna a essere il capogilda di Fama ed è diventato più ambizioso e competitivo, venendo considerato il tank più forte della Corea.
Park Jongsoo (박종수?)
Doppiato da: Kazuyuki Okitsu (ed. giapponese), Lorenzo Accolla (ed. italiana)
Hunter di grado A e capogilda dei Cavalieri. È un individuo che non ha paura di dire quello che pensa, soprattutto quando le persone lo insultano, ma anche avido, come dimostrato quando ha cercato di rubare per sé alcuni cristalli magici sull'isola di Jeju durante l'estrazione, e competitivo, poiché non era disposto a rinunciare a un portale di grado A comparso sul territorio della sua gilda a favore di quella di Fama. Sfortunatamente è anche un po' ingenuo, poiché crede che sarebbe stato in grado di fondere la sua gilda con quella di Jinwoo senza considerare quanta influenza abbia l'hunter, almeno fino a quando non ha potuto constatare la forza delle sue Ombre. Con il nuovo avvento dei Gate torna a essere un hunter di grado A e capogilda dei Cavalieri, partecipando due anni dopo al Dungeon Break della spiaggia Haeundae di Busan.
Jung Yoontae (정윤탷?)
Doppiato da: Tomohiro Ono (ed. giapponese), Alberto Franco (ed. italiana)
Hunter di grado A e vice capogilda dei Cavalieri fieramente leale al suo capo Jongsoo, elogiandolo ripetutamente ma anche cercando di tirarlo fuori dai guai. È fortemente implicito che abbia la cattiva abitudine di bere prima dei raid, come dimostrato in una gag ricorrente in cui sembra riuscire a percepire le Ombre di Jinwoo ma facendo credere a Jongsoo che è ubriaco. Con il nuovo avvento dei Gate riottiene sia i suoi poteri che la posizione di vicecapogilda.
Lim Dogyun (임도균?)
Assistant professor dell'Università della Corea e conoscente di Suho, nonché hunter di grado E con la capacità di correre velocemente. È il figlio di Lim Tae-Gyu, da cui si è allontanato dopo essere rimasto traumatizzato nel vederlo uccidere sua madre che si era trasformata in Mist Burn. Durante il Dungeon Break del campus, viste le proprie scarse capacità, sceglie di fuggire e avvertire l'Associazione degli Hunter, lasciando, però, indietro molti studenti. Al senso di colpa si unisce la vergogna quando scopre che Suho, presente durante la sua fuga, è riuscito a salvare chi era ancora all'interno, ma in seguito i due si riappacificano. Durante la spedizione in un dungeon, per proteggerlo dall'attacco dei demoni, Suho lo fa entrare nel Dungeon delle Ombre dove finisce per essere costantemente allenato da Ammut, cosa che aumenta le sue capacità motorie, per poi diventare vicecapo della gilda Woojin. Durante il Dungeon Break della spiaggia Haeundae di Busan cade sotto l'illusione di Xavier in cui viene di nuovo inseguito da sua madre sotto forma di Mist Burn, resistendo grazie alla sua maggiore mobilità fino all'intervento di suo padre, con cui si riconcilia.
Lee Sehwan (이세환?)
Hunter di grado A e capo della Divisione crimini violenti che in passato, quando era una recluta, fu allievo di Jinwoo.
Eunseok (은석?)
Doppiato da: Takuma Terashima (ed. giapponese), Matteo Garofalo (ed. italiana)
Hunter di grado S amico di Baek Yoonho e Min Byung-Gyu, armato di doppi artigli e abile utilizzatore della magia dei fulmini, permettendogli di colpire più avversari contemporaneamente. Partecipò al terzo raid dell'isola di Jeju dove, purtroppo, trovò la morte, cosa che demoralizzò il governo coreano il quale rinunciò a riconquistare l'isola con i propri hunter. Con il nuovo avvento dei Gate riottiene i suoi poteri e fonda la gilda Drago Blu.
Seo Jiwoo (서지우?)
Doppiata da: Mayuko Kazama (ed. giapponese), Paola Moscelli (ed. italiana)
Hunter di grado A appartenente alla gilda Hunters, una combattente dotata di un enorme potere fisico e riflessi acuti che però, nonostante la sua forza, ha difficoltà a fidarsi delle proprie abilità e si allena costantemente per avere un controllo migliore. Con il nuovo avvento dei Gate si unisce alla gilda Drago Blu, e, nonostante sia una hunter, lei e alcuni suoi colleghi caddero nella Sindrome del Sonno eterno quando entrarono in un dungeon doppio nella stazione di Hapjeong, in quanto aggrediti dai Boccioli dell'incubo. Fu l'unica a risvegliarsi dopo aver sognato l'Albero del Mondo, cosa che comportò un secondo risveglio il quale non solo aumentò il suo potere rendendola una grado S ma la fece anche ringiovanire. Rimane incuriosita da Suho durante l'incontro tra i grado S per approvare la sua decisione di andare in Corea del Nord, credendo che anche lui abbia ottenuto un secondo risveglio e scoprendone la vera forza quando entrano nell'Instance Dungeon che li conduce nel dungeon doppio.
Choi Haseul (최하슬?)
Un'ex orfana che, stanca dei continui abusi della direttrice, decise di salvare gli altri bambini per poi appiccare un incendio all'orfanotrofio, ripetendo il processo con i criminali che segretamente lo gestivano. Fuggita in Corea del Nord, Haseul si risvegliò come grado S e si stabilì nella città di Paradise, divenendo la più nota Raccoglitrice grazie alle sue abilità che le permettevano di ottenere più facilmente i frutti dell'albero Alfheim. Durante questo periodo incontrò Woo Jinchul, il quale, invece di arrestarla, decise di renderla una hunter non ufficiale dell'Associazione agendo come infiltrata; inoltre, ricevette dall'Apostolo dell'Evoluzione una falce, la quale inviava a quest'ultimo l'energia dei frutti che Haseul mangiava. Incontra Suho quando questi inizia a destabilizzare il mercato economico di Paradise portando i criminali a combattersi l'un l'altro, facendo rapporto a Jinchul ma finendo anche lei preda dell'incantesimo Miraggio di Harmakan, rivivendo il suo passato e portandola a essere manipolata dall'Apostolo del Paradiso che aumenta il potere della sua falce. Tuttavia, riprende immediatamente controllo di sé in quanto la torta che aveva preso da Suho conteneva l'acqua sorgiva della Foresta dell'eco.

### Giappone
Uno tra i paesi più importanti ed influenti, vantando ventuno Hunter di grado S molto potenti. Tuttavia, dopo i fatti avvenuti sull'isola di Jeju, perde la maggior parte di essi uscendone estremamente indebolito. Con l'apparizione di un portale di grado S nel cielo di Tokyo, il Giappone si trova, quindi, costretto a chiedere aiuto all'esterno, stipulando un contratto con l'hunter russo di grado S Yuri Orlov. Il piano, però, fallisce e dal portale fuoriescono ventinove giganti che uccidono Yuri e un milione di civili nelle vicinanze, con la crisi che viene fermata all'arrivo di Jinwoo nel giro di una settimana.
Goto Ryuji (고토 류지?)
Doppiato da: Satoshi Mikami (ed. giapponese), Daniele Giuliani (ed. italiana)
Il più forte hunter giapponese e capogilda della Spada Sguainata, dotato di un'agilità incredibile e capace di usare la sua mano come una lama. Partecipa al quarto raid di bonifica dell'isola di Jeju insieme a nove membri di grado S della sua gilda per perseguire il suo obiettivo di diventare un Hunter di autorità nazionale, rivelando che il vero scopo della loro partecipazione è in realtà quello di annientare gli hunter coreani di grado S e assoggettare la Corea al Giappone. È un individuo subdolo con sommo disprezzo per gli altri, non mostrando empatia per i compagni morti durante il raid considerandoli deboli, e troppo sicuro di sé, tanto che quando il Re delle Formiche gli chiede se è un re risponde affermativamente. La sua eccessiva sicurezza lo porta a sottovalutare l'avversario che lo decapita all'istante, una fine ironica visto che è morto nello stesso identico modo dei suoi compagni. La sua morte porta la gilda e il Giappone in generale a subire un gravissimo contraccolpo.
Hanekawa (하네카와?)
Doppiata da: Nanako Mori (ed. giapponese), Lidia Perrone (ed. italiana)
Hunter di grado A della Spada Sguainata e traduttrice dell'Associazione degli Hunter giapponese. Hanekawa tiene in grande stima sé stessa e i membri della gilda di grado S, in particolare Goto Ryuji, e tende a disprezzare coloro che percepisce come più deboli, ad esempio durante l'allenamento con Park Jongsoo in cui ha deciso di fare affidamento esclusivamente sulla sua velocità, cosa che alla fine le è costata il combattimento in quanto non abituata a scontrarsi contro altri hunter. Durante il Dungeon Break in Giappone aiuta nell'evacuazione dei civili fino all'intervento di Jinwoo.
Reiji Sugimoto (스기모토 레이지?)
Doppiato da: Yūya Uchida (ed. giapponese), Mattia Nissolino (ed. italiana)
Hunter di grado S e vice capogilda della Spada Sguainata, appare solo nel manhwa e nell'anime. È un individuo fiducioso e profondamente orgoglioso del potere e del nome della sua gilda, come dimostrato dalla sua ferma convinzione che nessun hunter in Corea potrebbe mai eguagliare in forza Goto. La morte di quest'ultimo, tuttavia, lo porta a sostituirlo per evitare che la gilda collassi.
Atsushi Kumamoto (쿠마모토 아츠시?)
Doppiato da: Yoshitsugu Matsuoka (ed. giapponese), Guido Gelardi (ed. italiana)
Hunter di grado S della Spada Sguainata. Porta una benda sull'occhio sinistro e una mascherina. Si spaventa facilmente, scegliendo di attaccare i bersagli più deboli colpendoli alle spalle, ma quando è in pericolo viene colto da uno stato di frenesia e i suoi occhi diventano rossi, attaccando indiscriminatamente senza alcun senso di paura o autocontrollo.
Akari Shimizu (시미즈 아카리?)
Doppiata da: Nene Hieda (ed. giapponese), Francesca Canino (ed. italiana)
Una healer di grado S e membro della Spada Sguainata, dal carattere giocoso e spensierato, in certi momenti anche avida, come quando chiede ai suoi compagni di pagarla se vogliono essere curati; è anche implicito che provi qualcosa per il suo compagno di gilda Kenzo. Trova la morte per mano del Re delle Formiche durante il raid di Jeju.
Kanae Tawata (타와타 카나에?)
Doppiata da: Yui Ishikawa (ed. giapponese), Irene Trotta (ed. italiana)
Hunter di grado S e membro della Spada Sguainata. Donna forte e atletica che combatte con una katana, è una testa calda, commentando negativamente gli altri se colti dalla paura o quando le cose non vanno per il verso giusto, come la perdita di potere della sua gilda a seguito del raid di Jeju o la loro inutilità durante il Dungeon Break in Giappone in confronto a Jinwoo e le sue Ombre.
Kei (케이?)
Doppiato da: Tetsuya Kakihara (ed. giapponese), Gabriele Palumbo (ed. italiana)
Un mago di grado S e membro della Spada Sguainata, specializzato nella magia di ghiaccio. Ha la stessa sensibilità al mana di Cha Hae-In ma più forte, tanto da indossare una maschera con respiratore per stare vicino agli altri hunter. Trova la morte per mano del Re delle Formiche durante il raid di Jeju.
Kenzo Tanaka (타나카 켄죠?)
Doppiato da: Tomoaki Maeno (ed. giapponese), Emilio Mauro Barchiesi (ed. italiana)
Hunter di grado S e membro della Spada Sguainata. Dal carattere focoso a cui piace combattere, in battaglia entra in berserk, come dimostrato quando parte da solo durante il quarto raid sull'isola di Jeju, massacrando senza pietà ogni formica sulla sua strada fino a quando non trova la morte per mano del Re delle Formiche.
Ippei Izawa (이자와 잇페이?)
Doppiato da: Kento Itō (ed. giapponese), Fabio Gervasi (ed. italiana)
Hunter di grado S e membro della Spada Sguainata, dotato di una velocità tale che sembra volare. È introverso e con un senso dell'umorismo pungente, come quando afferma che la temperatura sarebbe passata da fredda a calda se Kei avesse combattuto contro Choi Jong-In, tenendo comunque in grande stima i membri della gilda. Trova la morte per mano del Re delle Formiche durante il raid di Jeju.
Mari Ishida (이시다 마리?)
Doppiata da: Yūko Natsuyoshi (ed. giapponese), Federica Mete (ed. italiana)
Hunter di grado S e membro della Spada Sguainata, molto loquace e con a cuore la vita dei suoi compagni. Trova la morte per mano del Re delle Formiche durante il raid di Jeju.
Minoru Hoshino (호시노 미노루?)
Doppiato da: Jun Kazama (ed. giapponese), Danny Francucci (ed. italiana)
Hunter di grado S e membro della Spada Sguainata. Inizialmente confidente verso i propri compagni, cade in uno stato di shock traumatico dopo aver visto il Re delle Formiche uccidere senza sforzo Goto proprio davanti a lui, cosa che si ripercuote anche durante il Dungeon Break in Giappone dove non può far altro che rallentare i giganti fino all'arrivo di Jinwoo.
Tatsumi Fujishima (후지시마 타츠미?)
Doppiato da: Chiharu Sawashiro (ed. giapponese), Ivan Spada (ed. italiana)
Hunter di grado S e membro della Spada Sguainata, individuo rilassato con fiducia nel proprio potere e nella forza dei suoi compagni di gilda. Trova la morte per mano del Re delle Formiche durante il raid di Jeju.
Matsumoto Shigeo (마쓰모토 시게오?)
Doppiato da: Naoya Uchida (ed. giapponese), Emiliano Coltorti (ed. italiana)
Il presidente dell'Associazione degli Hunter giapponese. Individuo arrogante ed egocentrico che, proprio come Goto, manca di un senso di empatia per gli altri, come quando dimostra poca preoccupazione nell'apprendere che alcuni membri della gilda sono morti nel raid dell'isola di Jeju. È anche molto malizioso, avendo organizzato segretamente la spedizione come un piano disonesto per annientare gli hunter di grado S della Corea per i propri scopi. Perde potere e prestigio a seguito del raid, tanto che le gilde giapponesi rinunciano ai fondi dell'Associazione a favore di quelli governativi. Quando sopra Tokyo appare un gigantesco gate di grado S, Matsumoto si rende conto che se il suo ruolo sull'isola di Jeju sarebbe stato scoperto allora verrà ritenuto responsabile anche sul fallimento del nuovo portale, provocando una crisi nazionale. Nel disperato tentativo di coprire le sue tracce, si dirige in Corea per assumere Jinwoo tramite Gunhee in cambio della quota del governo giapponese dei cristalli magici recuperati sull'isola ma, sfortunatamente, viene rimproverato dal presidente coreano: non solo aveva capito facilmente le sue vere intenzioni ma anche di essere a conoscenza dello stratagemma che aveva escogitato per spazzare via gli hunter coreani grazie a un ricevitore, recuperato dal cadavere di Goto, dicendogli di essere grato a Jinwoo in quanto avrebbe accettato indipendentemente la sua offerta. Con la crisi scongiurata Matsumoto si costituisce alle autorità giapponesi, pur non essendo chiaro se lo abbia fatto per assumersi la responsabilità delle proprie azioni.

### Cina
Uno dei paesi più rilevanti della storia, divenuto una superpotenza militare grazie al maggior numero di Hunter di grado S rispetto a qualsiasi altra nazione asiatica, ed è uno dei quattro paesi che sono riusciti a completare almeno un gate di grado S senza alcun aiuto esterno (insieme ad America, Russia e Francia). In Cina gli Hunter non vengono classificati con un grado compreso tra E ed S, bensì assegnando loro delle stelle per un massimo di 5.
Liu Zhigang (류즈캉?)
Doppiato da: Tomokazu Seki (ed. giapponese), Cristian Vespe (ed. italiana)
L'hunter più forte della Cina, unico nel suo genere in quanto classificato a 7 stelle, e uno dei cinque Hunter di autorità nazionale classificato al 2º posto. È in grado di scagliare colpi di energia esplosiva di vasta portata con il movimento della sua spada. Sfacciato e assetato di battaglia, come dimostra il modo in cui ha espresso disappunto per non essere stato in grado di combattere contro il Re delle Formiche ed essersi occupato solo di un gigante durante il Dungeon Break in Giappone, soprattutto nel bel mezzo dell'oceano dove si trovava svantaggiato. È anche schietto nelle conversazioni, essendo interessato durante la Conferenza internazionale delle gilde alla faccenda della morte di Christopher Reed che vede come principale sospettato il padre di Jinwoo, cercando, comunque, di mantenere buoni rapporti con l'hunter, riconoscendone il potere e congratulandosi per la sua vittoria contro Thomas Andre. Con il nuovo avvento dei Gate, pur essendo invecchiato, torna a essere un hunter classificato a 6 stelle, in quanto non più detentore dei poteri di un Governante. L'essere stato uno dei loro ricettacoli, però, lo rende bersaglio di un apostolo degli Itarim, riuscendo a resistergli per i due anni seguenti grazie alla propria disciplina nelle arti marziali. Direttosi al dungeon aperto del lago Loktak per scaricare il suo potere, finisce per scontrarsi con Suho che alla fine lo libera dall'apostolo, assorbendone il potere con cui riacquista sia i suoi ricordi che la forza come Hunter di autorità nazionale. In segno di riconoscimento Zhigang aiuta il ragazzo a ripulire la città di Imphal e in seguito, facendo pressioni al governo cinese, a distruggere le città in cui sono presenti gli alberi Elvenwood piantati dall'Apostolo del Paradiso, sorprendendo quest'ultimo e sconfiggendolo facilmente in quanto provato dallo scontro con Sung Il-Hwan e Cha Hae-In. In seguito, per il suo contributo contro i cloni dell'Apostolo della Conquista, riottiene il grado di hunter a 7 stelle.

### America
Uno dei paesi più forti ed influenti, contando il maggior numero di Hunter di grado S, ovvero cinquanta, con molti di essi che non sono americani di nascita ma emigrati da altri paesi. Questo perché, grazie alla capacità della risvegliata Norma Selner, in grado di migliorare i poteri e le caratteristiche degli altri Hunter, l'America ha potuto ottenere molti grado S; inoltre, vantava la presenza di due Hunter di autorità nazionale prima della dipartita di Christopher Reed.
Thomas Andre (트마스 아드레?, Tomaseu Andeule)
Uno dei cinque Hunter di autorità nazionale, classificato 1º al mondo e considerato il tank più forte sulla Terra, tanto da venire soprannominato "Golia", oltre a essere il capogilda degli Scavenger. Ha ottenuto in prestito il potere dei Governanti, tanto che può trasformarsi in un essere corazzato che amplifica la sua forza e magia telecinetica trasformandola in un buco nero. Figlio di immigrati poveri, ha sempre usato la forza e la violenza per ottenere ciò che vuole, facendone la sua filosofia di vita. Di stazza imponente, a causa del suo passato di combattente e del suo status sulla scena mondiale, Thomas è un individuo fiducioso e orgoglioso dei suoi poteri, credendo che la forza fisica sia la vera forza motrice e autorità nel mondo. Sa riconoscere un individuo forte, come quando scommette la sua gilda con gli altri hunter sulla vittoria di Jinwoo durante il Dungeon Break in Giappone, sicuro che il giovane ce l'avrebbe fatta. Si prende cura anche dei membri della sua gilda e ha un forte senso di cameratismo, anche se severo, come quando avverte Hwang Dongsoo di non provocare Jinwoo, cercando, poi, di salvarlo, nonostante abbia disobbedito ai suoi ordini, finendo per scontrarsi con Jinwoo e le sue Ombre insieme alla sua gilda. Nonostante il suo potere, tale da spazzare via le Ombre più forti del ragazzo, verrà sconfitto dal giovane hunter che spezza la sua armatura e lo riduce quasi in fin di vita. Nonostante Dongsoo sia morto Thomas non sembra risentirne molto, in quanto è stata una diretta conseguenza delle sue azioni e del suo desiderio di vendetta; al contrario rispetta ancora di più Jinwoo per aver risparmiato lui e la sua gilda (di fatto nessuno dei suoi ha subito ferite gravi o mortali). Si ripresenta in Corea per consegnare al giovane hunter i pugnali di Kamish come segno di pace, decidendo di rimanere quando un gigantesco gate appare sopra Seul e affrontando i Monarchi giunti per eliminare Jinwoo, tenendogli testa ma rischiando fortemente di morire. Nella battaglia finale affronta il Monarca del Corpo d'acciaio insieme ai Soldati ombra, tra cui Bellion e Beru, riuscendo a eliminarlo. Nella nuova realtà Thomas è diventato un campione di wrestilng e vive insieme a Norma Selner, la quale, grazie alle sue previsioni, lo salvò da un incidente d'auto. Con il nuovo avvento dei Gate torna a essere un hunter di grado S e capogilda degli Scavenger, ancora energico nonostante sia arrivato sulla settantina. Viene inviato da Norma in Corea per chiedere l'aiuto di Suho nel ripulire il dungeon del Ghiacciaio, rimanendo impressionato dal ragazzo quando, testandone la forza, riesce a resistergli nonostante sia ufficialmente un grado C. Entrato nel dungeon subisce un'imboscata in cui viene separato dai suoi uomini e posseduto da un apostolo degli Itarim, che fa leva sul suo senso di vuoto - dato che non possiede più i poteri di un Governante - e sull'insicurezza dovuta a un incubo in cui ricorda la sua sconfitta per mano di Jinwoo, divenendo il nucleo di un drago di ghiaccio. Combatte contro Cha Hae-In e Kaisel fino all'intervento di Suho e Sirka, venendo spinto nelle sorgenti della Foresta dell'eco le cui acque lo purificano dall'apostolo. Riacquistati i ricordi a causa del suo precedente stato, Thomas decide di prendere l'acqua sorgiva con l'intento di salvare anche gli altri ex Hunter di autorità nazionale, oltre a sviluppare la ricerca dei materiali ricavati dai dungeon in modo da poter rendere gli Hunter ancora più forti. Tornato in America tenta di purificare Christopher Reed, ma la situazione degenera costringendolo a ucciderlo, assorbendo l'energia dell'apostolo e riottenendo la forza di Hunter di autorità nazionale. Il suo gesto estremo, però, lo porta a essere messo agli arresti nell'Area 51, ma a seguito della scoperta del potere di Suho a livello globale decide di dare la caccia ai membri del culto degli Itarim negli Stati Uniti, aumentando la sua forza per ogni sacerdote (e apostolo) che sconfigge. Quando Yoo Jinho presenta il nuovo gioco Solo Leveling: Ragnarok ai presidenti delle Associazioni degli Hunter del mondo, Thomas è il primo a provarlo, arrivando fino al momento in cui incontra il Re dei Giganti Legia. Rimasto sbalordito dalla pura potenza sprigionata dal Monarca della Genesi, Thomas decide di liberarlo e combatterlo per provare il proprio valore a causa di quanto era accaduto nella precedente linea temporale con Rakan, finendo però immediatamente ucciso. Tuttavia, essendo all'interno di un "videogioco" e assorbendo un po' di potere dall'Albero del Mondo quando ritorna, Thomas continua a sfidare il Monarca finché non riesce a sconfiggerlo. Ciò impressiona Ammut che lo ricompensa con l'oscurità appartenente a Legia, rendendo Thomas il nuovo Re dei Giganti. Uscito dalla capsula quando il clone gigante dell'Apostolo della Conquista attacca New York, Thomas usa i suoi nuovi poteri per gigantificarsi e sconfiggerlo facilmente, usando il nome dello stesso per autonominarsi Monarca della Conquista e venendo ufficialmente riconosciuto dal governo degli Stati Uniti come Hunter di autorità nazionale.
Laura (로라?, Lola)
Doppiata da: Haruka Shiraishi (ed. giapponese), Perla Liberatori (ed. italiana)
La segretaria della gilda degli Scavenger. Composta e raramente emotiva, si comporta in modo professionale ed è molto rispettosa nei confronti dei grado S per cui lavora, in particolare Thomas Andre.
David Brennon (데이비드 브레넌?, Deibideu Beuleneon)
Il direttore dell'Associazione degli Hunter americana. Uomo astuto e patriottico, disposto a impiegare varie tattiche per reclutare hunter di grado S particolarmente potenti per il suo paese, dopo aver visto la vittoria di Jinwoo sull'isola di Jeju manda Adam White e Norma Selner per reclutarlo ma senza successo. Decide di riprovarci durante la Conferenza internazionale delle gilde con la runa di Kamish, ma quando il giovane hunter si dimostra più interessato allo scheletro del drago intuisce l'origine del suo potere e delle sue Ombre, rimanendo sconvolto quando lo riporta in vita e capendo che è impossibile reclutarlo, cercando di mantenere buoni rapporti per non inimicarselo. Sconvolto dopo che Antares riduce in cenere il Canada e sta per entrare negli Stati Uniti, acconsente di donare a Jinwoo la runa di Kamish, che si rivelerà fondamentale per il piano del ragazzo contro i Monarchi. Nella nuova realtà diventa il direttore della CIA, assistendo alla vittoria di Jinwoo contro i titani e chiedendo della sua identità a Norma Selner, tornando a mani vuote ma sapendo di potersi fidare del suo giudizio. In seguito, poco prima del secondo avvento dei Gate, riesce a candidarsi come Presidente degli Stati Uniti.
Norma Selner (노마 셀너?, Noma Selneo)
Membro segreto dell'Associazione degli Hunter americana, è una risvegliata che possiede la capacità di aumentare la forza degli hunter in tre fasi separate, risvegliandone il potenziale latente che, tuttavia, è di un minimo del 20% o 30%. Nonostante i suoi usi Norma ha bisogno di molto tempo per recuperare l'energia, il che significa che un totale di tre o quattro hunter possono essere potenziati in un solo anno. Un tempo era una medium e in molti sospettano che il suo potere derivi da questa sua vecchia abilità. Prova a farlo con Jinwoo per convincerlo a emigrare in America e divenire un hunter americano, ma scopre con orrore che non può farlo in quanto, a differenza degli altri hunter che attingono da una fonte esterna, il giovane ne possiede una al suo interno e non ha limiti, e che quindi è un "re" al pari degli Hunter di autorità nazionale. In seguito ha un sogno premonitore in cui l'hunter di autorità nazionale Christopher Reed sarebbe morto, tentando invano di avvertirlo. Prima della battaglia finale con i Monarchi, Jinwoo va da lei per farsi predire il futuro ed essere sicuro della sua vittoria, cosa che Norma conferma ma lasciandola angosciata dato che in questo modo nessuno saprà mai cosa ha fatto per il mondo. Nella nuova realtà è amica intima di Thomas Andre, e pur avendo perso i suoi ricordi i poteri del Monarca delle Ombre di Jinwoo amplificarono i suoi, rendendola una leggenda vivente grazie alle sue previsioni continuamente accurate. Due anni dopo il nuovo avvento dei Gate invia Thomas in Corea affinché chieda l'aiuto di Suho per poter ripulire il dungeon del Ghiacciaio. Dopo la sconfitta dell'Apostolo della Conquista, Norma si dirige in Corea insieme ad Adam White e Thomas Andre tramite una delle Ombre di Suho per avvertire il giovane hunter del pericolo situato al Polo Nord; in aggiunta, viene curata dal ragazzo con l'Acqua sacra della vita, guarendo dalla debolezza fisica dovuta alla vecchiaia e tornando a camminare.
Adam White (애덤 화이트?, Aedeom Hwaiteu)
Agente della branca asiatica dell'Associazione degli Hunter americana. Si dice che sia in grado di parlare dieci lingue ed è una delle figure più importanti legate alle associazioni straniere insieme a David Brennon. Adam è amichevole, composto e bravo con le parole, oltre a essere solidale e disponibile nei confronti delle persone che rispetta. Viene incaricato di reclutare Sung Jinwoo negli Stati Uniti, prima con Norma Selner, poi con la runa di Kamish, ma senza successo. Quando rintraccia Jinwoo dopo che questi è andato a salvare Jinho, Adam lo trova mentre picchia a morte Thomas Andre a mani nude, implorandolo senza successo di fermarsi dato che gli Stati Uniti non potevano permettersi di perdere un altro hunter di autorità nazionale come Christopher Reed, finché, fortunatamente, Thomas ammette la sua sconfitta. In seguito viene inviato a monitorare il gigantesco gate apparso in Canada dove assiste alla distruzione degli hunter presenti per mano di Antares, cui seguirà anche lui nonostante i tentativi di Jinwoo di salvarlo tramite lo Scambio Ombra. Con il nuovo avvento dei Gate diventa il direttore dell'Associazione degli Hunter americana. Costretto ad arrestare Thomas per aver ucciso Christopher Reed, Adam rimane sollevato nel sapere che non l'ha fatto a sangue freddo ma solo perché era una pedina del culto degli Itarim e, con il pretesto di tenere Thomas sotto custodia federale, vi collabora per poter smantellare le diverse branche negli Stati Uniti. Immediatamente dopo l'annuncio che Suho sarebbe andato nella Corea del Nord, ad Adam viene dato il compito di far trapelare l'informazione che il giovane hunter è legato ai diversi episodi di vigilanza globali (dovuti alle sue Ombre) per il suo debutto pubblico come grado S.
Christopher Reed (크리스토퍼 리드?, Keuliseutopeo Lideu)
Uno dei cinque Hunter di autorità nazionale, classificato 3º al mondo. Il potere che ha ottenuto dai Governanti gli permette di trasformarsi in un gigante in grado di generare fiamme talmente potenti che servirebbero quattordici grado S per spegnerle. Arrogante e molto orgoglioso dei suoi poteri, rimane sbalordito quando Norma Selner lo avverte che sarebbe stato potenzialmente ucciso nel prossimo futuro, inizialmente insistendo sul fatto che non c'era nessuno abbastanza forte per farlo, ma in seguito, dopo aver riflettuto, prende seriamente l'avvertimento. Come profetizzato verrà ucciso dai Monarchi delle Zanne, della Piaga e del Corpo d'acciaio. Con il nuovo avvento dei Gate Christopher riottiene i suoi poteri e lo status come uno degli hunter più forti ma, essendo stato in precedenza il contenitore di un Governante, iniziò a sentire un forte senso di vuoto, portandolo a incontrare costantemente uno psichiatra. Venne avvicinato da un culto religioso che gli offrì un metodo per poterlo potenziare, facendosi così possedere da un apostolo degli Itarim. Quando Thomas Andre va da lui per dargli l'Acqua sorgiva della Foresta dell'eco la situazione degenera, provocando uno scontro in cui Christopher finisce per essere ucciso (e per estensione anche l'apostolo), anche se la sua morte viene tenuta nascosta per un lungo periodo di tempo prima di essere resa pubblica. All'insaputa di tutti il suo cadavere verrà preso dall'Apostolo della Conquista per renderlo un suo clone.

## Governanti
Sono un'antica razza di nobili esseri spirituali simili ad angeli con vesti bianche, elmi dorati e sei ali. Furono creati dall'Essere Assoluto dalla luce dell'universo per essere contrapposti ai Monarchi, ma dopo eoni di guerra senza fine e senza alcuna vittoria in vista chiesero a egli di aiutarli a porvi fine. Tuttavia, l'Essere Assoluto non rispose alla loro richiesta e fu in quel momento che i Governanti si resero conto che la loro guerra con i Monarchi era solo un divertimento per lui. Questo fatto, insieme alla consapevolezza che la guerra non sarebbe mai finita finché l'Essere assoluto sarebbe rimasto in vita, portò sette degli otto Governanti a ribellarsi contro il loro dio, uccidendolo nonostante la resistenza di Ashborn, il più forte tra loro. Con l'Essere Assoluto deceduto, i Governanti usarono gli strumenti contenenti frammenti del suo potere per dare la caccia ai Monarchi e furono in grado di catturare Legia, ribaltando le sorti della guerra a loro favore e facendo sì che Ashborn cambiasse schieramento. Tuttavia, dopo che Ashborn venne tradito dai Monarchi i Governanti scesero davanti a lui chiedendogli perdono e, dopo la sua partenza, provarono a sconfiggere i Monarchi e i loro eserciti ma fallirono, in quanto fuggirono nelle fessure tra i mondi. Secoli dopo scoprirono che volevano invadere la Terra per ricostruire i loro eserciti e tentarono di fermarli per salvare la razza umana dall'estinzione, ma quando fallirono decisero di usare la Coppa della reincarnazione, un artefatto con il potere di riavvolgere il tempo di dieci anni, per dare loro una seconda possibilità. Sfortunatamente questo ha solo prolungato ciò che sembrava essere inevitabile, poiché il mondo umano sarebbe sempre stato distrutto, indipendentemente da quale parte avesse vinto la guerra e da quante volte i Governanti fossero tornati indietro nel tempo; ancora peggio, nonostante la Coppa della reincarnazione fosse uno degli artefatti dell'Essere Assoluto il suo potere non era infinito. Dieci anni prima degli eventi della trama principale, i Governanti decisero di usare i Gate e i mostri da loro indottrinati per attaccare l'umanità, cosicché sarebbero serviti solo pochi anni perché il mondo umano fosse saturo di mana sufficiente per sopportare l'urto della guerra. Allo stesso tempo hanno anche conferito i loro poteri a sette umani che sarebbero diventati gli hunter più forti del mondo, quattro dei quali divennero noti come Hunter di autorità nazionale. Tuttavia, poiché ancora non sapevano se Ashborn fosse dalla loro parte, i Governanti decisero di non correre rischi e incaricarono Sung Il-Hwan, uno dei loro sette contenitori, di uccidere il nuovo Monarca delle Ombre che sarebbe apparso presto. Diversi mesi dopo gli eventi del raid sull'isola di Jeju usano Legia come esca, scoprendo che il nuovo Monarca delle Ombre, Jinwoo, è meglio averlo come alleato - soprattutto dopo averlo visto uccidere il loro prigioniero - e affidando a Il-Hwan il nuovo compito di proteggerlo, ma nello stesso tempo i Monarchi iniziano a dare la caccia ai loro ospiti umani. Dopo che Antares e i suoi subordinati invadono il mondo umano, Jinwoo contatta i Governanti tramite Thomas Andre e Liu Zhigang, informandoli del suo piano per sconfiggere i Monarchi una volta per tutte. A causa del fatto che Antares non abbia mai considerato la possibilità che il suo avversario avrebbe chiamato i Governanti, non riesce a rendersi conto che Jinwoo stava solo usando la loro battaglia per distorcere lo spazio e creare un portale da cui sarebbero discesi, uccidendolo immediatamente. Tuttavia, nonostante abbia vinto la guerra, Jinwoo chiede ai Governanti di usare ancora una volta la Coppa della reincarnazione in modo da poter salvare l'umanità e occuparsi lui stesso dei Monarchi, i quali acconsentono e riavvolgono il tempo per l'ultima volta. Dopo che Jinwoo riesce a completare la sua missione e ritorna sulla Terra, i Governanti mandano un loro inviato umano sia per accoglierlo in segno di gratitudine ma anche avvertendolo che la presenza del suo potere potrebbe provocare dei cambiamenti sulla Terra, decidendo, comunque, di rispettare il suo voler rimanere nel suo mondo per poter vivere una vita normale e aiutandolo a gestire le diverse minacce dimensionali. Quando Suho sconfigge l'Itarim della Dimensione-1 e usa la sua energia per ripristinare l'Albero del Mondo, i Governanti tornano a nascere dai suoi frutti scendendo pienamente negli scontri con gli Dei Esterni.

## Monarchi
Sono i signori del Mondo del Caos, dimensione da cui provengono i mostri dei Gate che sono principalmente i loro sudditi. Furono creati dall'Essere Assoluto dall'oscurità dell'universo per essere contrapposti ai Governanti, con l'unico intento di distruggere ogni cosa. Come questi ultimi, anche i Monarchi possiedono un corpo astrale che si dissolve nel momento in cui muoiono, pertanto Jinwoo, qualora li uccidesse, non potrebbe renderli Ombre. Durante le diverse guerre che hanno visto la Terra come campo di battaglia, hanno copiato lo stratagemma delle loro nemesi prendendo possesso di alcune persone, soggiogandone la volontà, per potersi manifestare nel mondo umano. In Solo Leveling: Ragnarok si scopre che non sono sempre stati gli stessi, in quanto trasferiscono l'oscurità da cui traggono potere agli individui della propria razza che ritengono idonei.
Ashborn (아스본?, Aseubon)
Monarca delle Ombre, il cui potere è stato preso da Jinwoo. Apparso per la prima volta nei ricordi sbloccati dal ragazzo dopo aver battuto l'Architetto, alla morte dell'hunter l'essere gli appare innanzi in un limbo generato dai suoi stessi ricordi. Si apprende così la reale natura di Ashborn, il quale non era nato Monarca ma Governante, conosciuto come "Frammento più grande di luce splendente", e nonostante le vere intenzioni dell'Essere Assoluto vennero alla luce decise di rimanergli leale, venendo sconfitto dai suoi fratelli. Quel che nessuno sapeva, nemmeno lo stesso Ashborn, è che era stato creato come essere di luce e oscurità, ritornando in vita e divenendo tutt'uno con essa, con la capacità di far risorgere i morti sotto forma di Ombre. Con i suoi nuovi poteri tornò dall'Essere Assoluto, scoprendo troppo tardi che era già stato ucciso e decidendo di offrire il suo aiuto ai Monarchi, i quali avevano perso Legia. I suoi poteri, tuttavia, portarono i suoi nuovi alleati ad avere paura di lui e due Monarchi, quello delle Zanne e della Fiamma bianca, gli tesero un'imboscata con i loro eserciti. Sebbene Ashborn sconfisse facilmente entrambi e uccise Baran (apprendendo da questi che è stato Antares il mandante), il suo esercito non resse e fu quasi annientato. Subito dopo i Governanti discesero davanti a lui chiedendogli perdono e sebbene Ashborn inizialmente si rifiutò di accettare il loro gesto di pace, chiedendo furiosamente che lo uccidessero in modo da poter finalmente vincere la guerra, i suoi fratelli persistettero nella loro supplica, rimanendone così sopraffatto emotivamente che non poté dare loro una risposta. Lasciò il campo di battaglia e si nascose per ricostruire il suo esercito, permettendo ai Governanti di sconfiggere finalmente i Monarchi ed estinguere i loro eserciti. A un certo punto, tuttavia, tornò dai Monarchi, con il Monarca della Distruzione che lo accolse di nuovo nei loro ranghi poiché avevano bisogno di tempo per ripristinare completamente i loro poteri. Secoli dopo, quando lanciarono il loro assalto al mondo umano, Ashborn li seguì affinché potesse trovare il proprio posto nell'universo, poiché non si sentiva mai come se appartenesse al Mondo del Caos. Allo stesso tempo iniziò anche a cercare un corpo umano adatto con l'aiuto dell'Architetto, trascorrendovi anni con poca fortuna finché non si imbatté in un umano di nome Sung Jinwoo, un essere debole ma che scampava sempre alla morte. Decise così, contro la volontà dell'Architetto, di sceglierlo come suo ricettacolo, implementando il Sistema in lui in modo che, poco a poco, il corpo del ragazzo reggesse il suo potere e la sua forza. Ashborn, a scapito del suo titolo, è un individuo fiducioso che tiene molto alla vita e ha un atteggiamento benevolo nei confronti dell'umanità. Possiede anche un profondo desiderio di pace, ormai stanco della guerra senza fine tra i Monarchi e i Governanti, e per questo si affezionò poco a poco a Jinwoo, permettendogli di conservare la sua coscienza una volta ottenuto il Cuore Nero e di sovvertire il Sistema. I due sono legati indissolubilmente e per questo Ashborn pone al ragazzo una scelta: rimanere in quel limbo oppure tornare in vita con i pieni poteri dell'essere. Ovviamente Jinwoo sceglie di tornare, con somma gioia del Monarca che finalmente può avere la pace da sempre agognata, sicuro che l'umano porrà fine allo spargimento di sangue una volta per tutte. Durante il secondo avvento dei Gate, quando Suho incontra l'Ombra dell'Albero del Mondo quest'ultima spiega che Ashborn, essendo un essere di luce e oscurità (due elementi contrapposti ma uniti), possedeva un potere tale da poter sostituire il suo creatore - definendolo un "Frammento di Itarim" - e che ora è detenuto da Jinwoo.
Antares (안타레스?, Antaleseu)
È il principale antagonista della serie, e il Monarca della Distruzione, il primo e più forte tra loro, e il Re dei Draghi furenti, apparendo come un uomo con lunghi capelli e barba rossi capace di trasformarsi in un gigantesco drago rosso, il cui soffio di fuoco è letteralmente sinonimo di distruzione visto che è in grado di cancellare persino i Soldati ombra, oppure in una forma ibrida. Poiché è stato creato per distruggere l'intera esistenza, Antares si crogiola nella devastazione causata con i suoi poteri. Durante le guerre con i Governanti, temendo il potere di Ashborn ordinò a Rakan e Baran di eliminarlo, cosa che si concluse con la vittoria del Monarca delle Ombre il quale uccise anche il Re dei Demoni, per poi scomparire e permettere ai Governanti di vincere la guerra, costringendo i Monarchi restanti a nascondersi. Più avanti riaccolse Ashborn tra i loro ranghi per sopperire alla scomparsa di Baran e Legia, ignaro che il Monarca delle Ombre sapeva del suo tradimento e stava usando la situazione per il proprio piano. A differenza degli altri Monarchi, Antares non può manifestarsi nel mondo umano visto che nessun essere è in grado di contenere il suo potere, vedendosi così costretto ad aspettare che la Terra sia satura di mana. Appare dal gigantesco portale situato in Canada, dove incenerisce gli hunter lì radunati e dà il via all'invasione con il suo esercito di draghi seguito da Yogmunt e Tarnak. Viene ingannato da Jinwoo che lo conduce su un'isola al di là del Giappone, dove si trova costretto a dare tutto sé stesso contro il suo avversario che utilizza appieno i poteri del Monarca delle Ombre, comprendendo come mai Ashborn abbia scelto lui come ricettacolo per i suoi poteri. L'intera battaglia, tuttavia, si rivela l'ennesimo stratagemma del ragazzo, il quale, capendo di non poter vincere allo stato attuale, ha usato l'energia scaturita per creare una frattura tra le dimensioni e permettere ai Governanti di scendere sulla Terra dove danno il colpo di grazia al Monarca. Nell'epilogo è l'ultimo di essi contro cui Jinwoo combatte essendo il più potente, riuscendo a vincere a scapito di una grave bruciatura sulla mano sinistra; dalle sue zanne, inoltre, ricaverà dei pugnali di altissima qualità. Due anni dopo il nuovo avvento dei Gate incontra Suho quando questi dà il nome a Ragnar, furioso per via del fatto di aver addomesticato il cucciolo di drago e chiedergli di renderlo il suo successore, per poi iniziare ad attaccarlo. Nonostante Antares riesca a ferire seriamente Suho anche lui subisce danni significativi, fino a che il giovane hunter non chiede di diventare lui stesso il Monarca della Distruzione. Ciò attira persino Jinwoo, che fa promettere al Monarca di rendere il figlio suo successore in cambio di poter tornare in vita, risiedendo all'interno di Ragnar. Durante la spedizione a Imphal rimane disgustato dai mezzi draghi creati dalla gilda Asura, soprattutto quando capisce che il loro capogilda, Siddharth Bachchan, sta cercando di imitare il suo potere. Terminata la sua seconda Prova draconica, Antares rivela a Suho che l'Albero del Mondo si trova tra le fratture del Vuoto, narrandogli di come venne usato dall'Essere Assoluto per rinfoltire il numero dei Governanti quando i Monarchi prendevano vantaggio. Rimane estasiato dal combattimento tra il giovane hunter e Baran tanto da intervenire per fargli superare la terza Prova draconica. Infine, una volta che Suho supera la quarta e ultima Prova draconica assorbendo le fiamme del clone dell'Apostolo della Conquista ricavato da Christopher Reed, dona la sua oscurità primordiale al ragazzo cessando di essere un Monarca. Durante la battaglia contro l'Itarim della Dimensione-1, Suho dona a Ragnar i punti esperienza ottenuti mentre era prigioniero della falsa realtà del Dio Esterno, permettendo ad Antares di usare tutta la sua forza nel nuovo corpo adulto del cucciolo per contrastare la Predazione del Mondo, trovando infine soddisfazione nel ferire un essere divino in quanto avrebbe voluto farlo con l'Essere Assoluto. Con la minaccia degli Itarim debellata, Antares si trasferisce nello scantinato della casa di Jinwoo, reso un bunker chiamato Tana del drago a causa delle potenti aure dei due i quali hanno gestito la loro rivalità nelle sfide con i videogiochi.
Baran (바란?, Balan)
Monarca della Fiamma bianca e Re dei Demoni, apparendo come un enorme e muscoloso demone dalla pelle grigia con occhi bianchi luminosi (rossi nel Castello dei Demoni) e fiammeggianti capelli bianchi. Jinwoo lo affronta come boss finale al 100º piano del Castello dei Demoni. Aveva dalla sua una viverna chiamata Kaisellin, il potere di evocare migliaia di demoni e di manipolare i fulmini a suo piacimento. Una volta eliminato, Jinwoo acquisisce la sua spada, i suoi pugnali e una runa che sblocca un ulteriore potere. Dai flashback del precedente Monarca delle Ombre, Jinwoo scopre che aveva tradito quest'ultimo rimanendo ucciso, rivelando come quello affrontato dal ragazzo non era l'originale (considerando che il corpo astrale dei Monarchi si dissolve alla morte) ma una replica creata per metterlo alla prova. Nonostante ciò era incredibilmente potente, tanto che Jinwoo ha rischiato seriamente di morire contro di lui se non fosse stato per l'intervento di Esil Radir. Due anni dopo il nuovo avvento dei Gate Baran si risveglia nell'Abisso nel momento in cui Suho entra nel Mondo dei Demoni per combattere contro i Residenti della frattura che vi si stanno riversando, e, guidato dal suo rancore per Ashborn, evoca il Santuario dei Demoni, trasportandovi il ragazzo dopo che ha ottenuto uno dei suoi corni. Resosi conto che Suho è l'erede sia del potere di Ashborn che di Antares (anch'egli motivo di rancore a causa degli eventi che hanno portato alla sua morte) lo attacca, scoprendo non solo dell'esistenza del Sistema ma anche che il suo creatore, Kandiaru, si era ispirato al metodo di crescita dei demoni per realizzarlo, così come aveva replicato il Monarca. Rivela, inoltre, che in origine lui era uno dei tanti Residenti della frattura prima di nutrirsi dei demoni e scalare la loro gerarchia, e nello stato in cui si trova ora i suoi istinti primordiali lo portano a tentare di assorbire Suho per appropriarsi del suo potere, tanto da divenire un doppelgänger del ragazzo. Viene, tuttavia, sconfitto quando Suho utilizza il potere di Antares non solo per purificare il mana dei demoni e renderli Soldati ombra ma anche per superare la sua terza Prova draconica distruggendo l'anima del Monarca.
Legia (레기아?)
Monarca della Genesi e Re dei Giganti, apparendo come un grosso umanoide dalla pelle grigio-bluastra con barba e capelli lunghi. Fu catturato dai Governanti che indebolirono per un breve periodo le forze dei Monarchi, decidendo in seguito di usarlo come esca per attirare il nuovo Monarca delle Ombre. Scoperto da Jinwoo incatenato all'interno di un'enorme sala da cui emergono i giganti durante il Dungeon Break in Giappone, Legia lo costringe a un voto di onestà per poterlo convincere che vuole aiutarlo, ed è grazie a lui che il giovane viene a sapere dell'esistenza dei Governanti e dei Monarchi, dell'origine dei dungeon e degli intenti di entrambe le fazioni. Jinwoo, tuttavia, notando che possiede la pietra magica innestatagli dai Governanti, intuisce che una volta libero sterminerà gli umani e lo uccide. Legia ricompare in seguito come PNG della Torre delle Prove di Ammut, apparendo davanti a Thomas Andre come boss nascosto che, invece di eliminarlo mentre è ancora immobilizzato come aveva fatto Jinwoo, lo libera a condizione di affrontarlo con tutte le sue forze. Pur sentendosi offeso dal fatto che un semplice umano gli abbia fatto una richiesta, Legia acconsente per poi eliminarlo immediatamente ma, trattandosi di un gioco, Thomas torna in vita e lo sfida nuovamente. A causa delle continue battaglie contro il suo avversario, che torna sempre più forte mentre il Monarca inizia ad accusare i segni della stanchezza, alla fine Legia finisce per cedere e viene sconfitto, con Thomas che eredita da Ammut la sua oscurità primordiale in quanto la razza dei Giganti è ormai estinta.
Sillad (실라드?, Silladeu)
Doppiato da: Mitsuru Miyamoto (ed. giapponese), Antonio Palumbo (ed. italiana)
Monarca del Gelo e Re del Popolo della neve, apparendo come un Elfo della neve anziano. È un individuo arrogante e condiscendente ma a cui non piace giocare con le probabilità o anticipare i propri piani, provando anche disgusto per i conflitti non necessari come quando, avvertendo la presenza del Monarca delle Ombre sull'isola di Jeju, addormenta gli hunter venuti a raccogliere i cristalli di mana. Come è deducibile, il suo potere consiste nel manipolare il ghiaccio e combatte con un tridente. È responsabile della morte di Go Gunhee, portando Jinwoo a giurargli vendetta, ed è in questo frangente che il monarca capisce che si tratta del successore di Ashborn, chiedendo aiuto agli altri suoi colleghi per eliminarlo. Assieme al Monarca delle Zanne e della Piaga affronta il giovane nella sua città, e, sebbene Jinwoo elimini Querehsha, Sillad e Rakan lo uccidono. Purtroppo per loro in quel momento il Cuore nero comincia a pulsare, segno che il Monarca delle Ombre sta risorgendo, ma prima che possano fare qualcosa vengono fermati dal padre di Jinwoo, che gli tiene testa fino a che il figlio non resuscita. Abbandonato dal Monarca delle Zanne, Sillad è costretto ad affrontare da solo Jinwoo, il quale lo surclassa con i suoi nuovi poteri. Come tutti i suoi simili, al momento della morte il suo spirito finisce nella Foresta dell'eco, all'interno del suo santuario in cui è presente una sorgente termale, dove in seguito incontra Suho e sua nipote Sirka. Inizialmente intenzionato a prendersi la rivincita su Jinwoo eliminandone il figlio, Sillad si ravvede quando, scrutando nei ricordi di Sirka, capisce che i bambini del suo popolo sono stati salvati da Cha Hae-In, che li ha cresciuti, e poi da Suho, rivelandosi stanco e pentito di aver condotto il suo popolo in una guerra eterna e, soprattutto, perché temeva per la propria vita. In segno di riconoscimento rende Sirka sua successore e dà a Suho la sua benedizione con cui può utilizzare i suoi poteri, indirizzandolo subito in soccorso di Hae-In. Durante la battaglia contro Fores nella città di Kaesŏng, Suho ha modo di scoprire il passato del Monarca quando questi condivide con lui i suoi ricordi: Sillad fu costretto a guardare in tenera età la propria madre morire a causa dei rampicanti di Elvenwood, il gigantesco albero che dava prosperità agli elfi e che, grazie agli spiriti che racchiudeva, permetteva loro di diventare Alti Elfi, ma che una volta assorbiti i nutrienti dall'ambiente tentava di assimilarli, aizzandogli contro anche gli spiriti. Durante un inverno, invece di scappare, Sillad combatté da solo contro l'albero fino a fargli esaurire tutte le energie, adattandosi al freddo e divenendo il primo elfo dei ghiacci. Subito dopo fu scelto come nuovo Monarca e usò la propria autorità per distruggere tutti i semi dell'albero sparsi dagli Alti Elfi fuggiti, dando vita agli Elfi dei ghiacci da coloro che rimasero e imprigionando gli spiriti con i suoi poteri i quali divennero i Golem dei ghiacci.
Rakan (라칸?, Lakan)
Doppiato da: Hiroshi Shirokuma (ed. giapponese), Alessandro Campaiola (ed. italiana)
Monarca delle Zanne e Re delle Bestie, all'apparenza sembra un enorme cavernicolo vestito con pellicce di animali ma è in grado di diventare un licantropo bianco oppure passare alla sua vera forma di gigantesco lupo. È un individuo aggressivo e arrogante con un'intensa sete di sangue nei confronti di coloro che considera suoi nemici. Eoni fa lui e Baran tradirono Ashborn, ma capendo di non avere possibilità scappò abbandonando anche il suo stesso esercito. Uccide insieme a Querehsha e Tarnak Christopher Reed, per poi accettare la richiesta di Sillad di eliminare Jinwoo prima che diventi il nuovo Monarca delle Ombre, affrontando il giovane nella sua città e riuscendo a trafiggerlo mortalmente. Ma non appena avverte che il Cuore nero sta riportando in vita il ragazzo, memore della sconfitta subita da Ashborn, cerca di attaccarlo venendo, però, fermato dal padre di Jinwoo, che gli tiene testa fino a che il figlio non resuscita. Come accadde in passato, Rakan fugge ma viene immediatamente rintracciato da Jinwoo e in preda alla paura lo supplica in ginocchio di risparmiarlo in cambio di aiutarlo contro gli altri Monarchi. Jinwoo accetta ma a condizione che sopravviva a cinque suoi attacchi (ovvero gli artigli con cui lo aveva ferito), cosa che porta il furioso Monarca delle Zanne a passare alla sua vera forma per cercare di ferirlo quanto più possibile, fallendo e morendo al quarto colpo. Due anni dopo il nuovo avvento dei Gate Suho trova, rispettivamente nel dungeon di grado D comparso nell'università e in quello del distretto di Gangseo, due sue reliquie chiamate Zanna di Rakan, delle spade ricavate dalle sue zanne contenenti parte del suo potere. Una volta riunite esse connettono Suho con lo spirito del Monarca che, nonostante sia figlio di Jinwoo, lo ringrazia per aver salvato Gray e, in segno di rispetto, gli dona la sua benedizione con cui può prendere in prestito il potere di quest'ultimo e unisce le sue zanne in un'arma più forte.
Tarnak (타르낙?, Taleunag)
Monarca del Corpo d'acciaio e Re dei Mostri umanoidi, apparendo come un bel giovane con lisci capelli biondi, occhi verdi e con indosso un lungo cappotto bianco con un colletto rosso sangue brillante; di contro la sua vera forma è quella di un essere mostruoso con fiammeggianti capelli verdi e un'armatura grigio scuro. Aiuta Rakan e Querehsha a uccidere Christopher Reed ma rifiuta di aiutarli insieme a Sillad per uccidere Jinwoo, decidendo, invece, di aspettare l'arrivo di Antares. Durante la battaglia finale intercetta Thomas Andre dopo averlo avvistato sul campo di battaglia, venendo, però, colto di sorpresa quando dall'ombra dell'hunter emergono Bellion e Ber. Resosi conto di essere caduto in trappola Tarnak cerca di contattare Antares, rimanendo, però, scioccato nello scoprire che Zanna aveva interrotto la sua connessione, infuriandosi e passando alla sua vera forma ma venendo facilmente sopraffatto dal trio. Due anni dopo il nuovo avvento dei Gate Suho, all'interno della piramide di Kamura, apprende da Ammut che in origine Tarnak era un fragile goblin senza nome, divenuto suo allievo e temprato dalla sua Arte del Corpo d'acciaio fino a diventare il suo successore nella lotta contro i Governanti.
Querehsha (퀘레샤?, Kwelesya)
Monarca della Piaga e Regina degli Insetti, apparendo come una bellissima e avvenente donna dai capelli scuri con un'armatura nero-verdastra, capace di trasformarsi in un mostro insettoide con numerose appendici sulla schiena. Querehsha è assetata di sangue, vive per uccidere e assapora ogni opportunità che ha per massacrare la sua preda. Tuttavia, ha anche una disposizione materna verso i suoi servi e li considera suoi figli, come dimostrato dal suo comportamento possessivo nei confronti di Ber anche se ridotto a un'ombra. Uccide insieme a Rakan e Tarnak Christopher Reed, per poi accettare la richiesta di Sillad di eliminare Jinwoo prima che diventi il nuovo Monarca delle Ombre, venendo, tuttavia, sconfitta e uccisa dal giovane pur non avendo i pieni poteri del Monarca, con grande sgomento dei suoi alleati. Due anni dopo il nuovo avvento dei Gate incontra Suho all'interno del suo santuario costruito da Lee Minsung, portandolo all'interno del proprio dominio della morte e sottoponendolo a una prova in cui deve sopravvivere per quattro ore ai suoi insetti. Rimane, tuttavia, sorpresa quando il giovane hunter rivela di possedere i poteri del Monarca delle Zanne e del Corpo d'acciaio, con il primo, inoltre, che gli consiglia di divorare gli insetti che compongono la sua anima (essendo lei sia un solo essere che una colonia), portandola ad ammettere la sconfitta e a concedergli la sua benedizione con cui può maneggiare liberamente il veleno ingerito.
Yogmunt (요그문트?, Yogeumunteu)
Monarca del Reame illusorio e Re degli Spettri demoniaci, apparendo come un vecchio con il simbolo di una macchia rosso sangue sul torso e coperto da un mantello viola. Rifiuta la richiesta di aiuto di Sillad per uccidere Jinwoo, cosciente di non avere sufficiente potere senza Antares. Durante la battaglia finale cerca di aiutare il Monarca della Distruzione aprendo dei portali per far passare il suo esercito, ma tutti loro (lui compreso) vengono paralizzati dal Dragon's Fear di Jinwoo, permettendogli di portare con sé Antares. Nell'epilogo è il penultimo Monarca a essere ucciso.

## Itarim
Chiamati anche Dei Esterni, sono potenti entità che hanno creato innumerevoli universi sin dalla loro esistenza. Con la morte dell'Essere Assoluto i suoi simili cercano di appropriarsi del suo universo così da possederne il mana contenutovi tramite l'Albero del Mondo e diventare più forti, entrando, però, in competizione tra loro e venendo contrastati dai Governanti insieme a Jinwoo. Ciò li spinge a usare le forze sopravvissute dei Monarchi, manovrate dai loro Apostoli, per poter invadere la Terra e usarla come punto d'attacco per le retrovie, dando inizio al secondo avvento dei Gate.
Essere Assoluto (절대자?)
Il dio creatore del cosmo che, all'alba dei tempi, quando la luce e le tenebre erano tutto ciò che esisteva, divise la prima per creare i Governanti e la seconda per creare i Monarchi, i quali diedero inizio a una guerra devastante per entrambe le parti. Dopo eoni di guerra senza fine, quando i Governanti chiesero all'Essere Assoluto di dare loro la forza per estinguere definitivamente i Monarchi e porre fine allo spargimento di sangue questi non rispose, facendo loro capire che la guerra era solo un divertimento per lui e non voleva che terminasse. La sua mancanza di buon senso e negligenza lo portarono, tuttavia, a non considerare la possibilità che le sue stesse creazioni si ribellassero, venendo impalato sul suo stesso trono e rivelando come, benché avesse creato l'universo, esso non dipendeva da lui. Kandiaru lo userà come modello per la Statua di Dio presente nel Tempio di Cartenon del dungeon doppio.
Tiel (티엘?)
Un Apostolo dalle sembianze di un guerriero angelico, appare solo nel manhwa. Possiede un carattere molto attento e intelligente, poiché desidera studiare i suoi nemici per scoprirne i punti deboli, ma anche una fedeltà al limite del fanatismo verso il proprio creatore, mostrando immensa rabbia nei confronti di chiunque osi parlarne male e impegnandosi profondamente nel portare a termine le missioni affidategli. A causa dell'intervento di Jinwoo, che impediva loro di giungere nell'universo da conquistare, Tiel propose agli altri Apostoli di usare i Mist Burn per conquistare la Terra dall'interno, dividendosi anche in cinque frammenti in modo da eludere la sorveglianza del Monarca delle Ombre. Giunto sulla Terra scoprì, però, un'altra complicazione: l'esistenza degli Hunter, umani che avevano acquisito poteri magici a causa dell'esposizione al mana. Poiché possedeva solo una piccola frazione dei suoi veri poteri, Tiel decise di aspettare il momento giusto finché gli altri quattro frammenti non fossero tornati da lui, usando la sua abilità Amplifica per schiavizzare le persone con il proprio mana a causa delle sue sembianze da neonato e facendo un patto con Lee Minsung: vendere la Polvere di stella, uno stimolante ricavato dai Mist Burn, così da poter controllare gli hunter che l'assumono fino a schiavizzare l'intera umanità in cambio di aiutarlo a uccidere Lim Tae-Gyu e riottenere la sua precedente posizione sociale. Ottenuto un punto d'appoggio e dei seguaci adeguati, Tiel iniziò a setacciare i Gate alla ricerca di potenti bestie magiche per poterle controllare e riuscì a ricongiungersi con il suo secondo frammento, ottenendo l'aspetto di un bambino. Durante un Dungeon Break causato volontariamente per poter osservare la forza di un grado S ha modo di incontrare Suho dopo averne sentito parlare da Minsung, riconoscendo con timore il potere del Monarca delle Ombre usato dal ragazzo e tentando di eliminarlo ma non riuscendoci a causa dell'arrivo di Choi Jong-In. Quando si ricongiunge con il terzo frammento, sapendo che quest'ultimo avrebbe sovrascritto la sua personalità in quanto più forte, gli chiede di fare tutto il possibile per togliere di mezzo il giovane hunter. Ottenuto un aspetto adulto, tuttavia, il nuovo Tiel decide di voler assoggettare anche Suho così da ottenere il suo potere, infiltrandosi all'interno dei Mietitori come il nuovo hunter di grado S Park Dojin. Inoltre, non considerando più utile Minsung, decide di tradirlo durante il raid del dungeon aperto di Paju impiantandovi un Frammento di stella, ma con sorpresa dell'apostolo questi riesce a resistere al suo controllo trafiggendolo alle spalle prima di fuggire. Riuscito a guarire, Tiel riesce a riprendere il controllo su Minsung dopo il suo combattimento con Suho, intimando il ragazzo di raggiungerlo nel punto più alto della regione. Inizialmente deluso dalla differenza di forza tra Suho e il Monarca delle Ombre, Tiel finisce involontariamente per spronarlo nell'uso dei suoi poteri, ricevendo un colpo talmente forte da indebolire la sua presa su Minsung che, pur di non essere un suo burattino, si lascia sconfiggere. Deciso a ottenere il controllo su Suho, Tiel converte la forza vitale di tutti gli hunter che hanno assunto la Polvere di stella in mana per colpirlo con un Frammento di stella, ma con suo stupore non solo il ragazzo riesce a resistere ma fa perdere le sue tracce dopo essere entrato nel gate per la quest del cambio di classe.
Apostolo del Paradiso (천국의 사도?, Cheongugui Sado)
Apostolo in grado di creare degli squarci dimensionali tramite il dito indice, permettendogli di spostarsi ovunque vuole. Ha, inoltre, modificato i semi dell'albero Elvenwood quando incontrò Fores, facendo sì che mutino la fauna e l'ambiente circostante affinché risultino simili a quelli del suo mondo. Inizialmente indifferente alle vite degli esseri umani, col tempo si interessa al loro concetto di famiglia, soprattutto agli orfani in quanto la loro situazione gli risulta simile al fatto di essere stato inviato dal proprio dio senza alcuna considerazione nei suoi riguardi. Ciò gli permise di incontrare Yuri Orlov e renderlo una sua pedina, iniziando a schermare diverse città nel mondo dove piantò gli Elvenwood in modo da manipolare chiunque ne avesse mangiato i frutti, così come espandere l'influenza degli Itarim tramite il loro culto affinché si ricongiungesse con gli altri suoi frammenti. Quando scopre che Suho possiede lo stesso potere di Jinwoo e sta distruggendo i suoi "terrari", l'Apostolo del Paradiso decide di fermarlo nella città di Paradise, inizialmente cercando di manipolare Haseul e potenziandone la falce, ma viene messo alle strette quando la ragazza si libera dal suo controllo e Suho riesce a provocargli molti danni, scoprendo come, a eccezione dei suoi poteri, risulti piuttosto debole. Ciò porta l'apostolo a battere in ritirata, scoprendo grazie a Orlov l'ubicazione di Sung Il-Hwan e Park Kyung-Hye come modo per vendicarsi della sconfitta. Una volta giunto a Yangpyeong, assorbe uno dei suoi frammenti posto nell'ex mercato nero per poi attaccare la donna insieme ai bambini dell'orfanotrofio che gestisce fino all'arrivo del marito. Quando anche Cha Hae-In si unisce allo scontro insieme a Kaisel, l'Apostolo del Paradiso crede erroneamente che il Monarca delle Ombre si trovi sulla Terra percependo la stessa energia provenire dall'ombra, fuggendo in una crepa dimensionale ma venendo raggiunto dai due hunter che lo indeboliscono a tal punto da fargli perdere quasi tutta la sua forza, la quale viene assorbita da Il-Hwan. Riuscito a fuggire tornando sulla Terra riceve, però, il colpo di grazia da Liu Zhigang e insieme a lui muoiono anche gli Elvenwood.
Apostolo dell'Evoluzione (진화의 사도?, Jinhwaui Sado)
Un apostolo caratterizzato da un comportamento simile a quello di uno scienziato. Inizialmente anche lui giunse sulla Terra per poterla invadere, impossessandosi tramite uno dei suoi frammenti del corpo di un vecchio appena morto - che poi ridurrà solamente a un cervello dentro una teca - e creando il culto degli Itarim grazie alla sua abilità di poter trasmettere i suoi pensieri, attirando maggiormente i criminali risvegliati grazie alla Polvere e i Frammenti di stella. Col tempo, però, sviluppò una sempre più crescente curiosità per gli esseri umani, tanto da voler capire cosa li differenzia dagli Apostoli, il cui unico scopo è servire gli Itarim, e cosa abbia portato alla ribellione dei Governanti. Per scoprirlo ha creato 47 soggetti di ricerca, non solo per i propri interessi ma anche per replicare l'immortalità dei Soldati Ombra, con i primi 40 simili ad armi per poi passare a esseri umani artificiali; i risultati, tuttavia, non lo soddisfacevano in quanto non riuscì mai a creare un'anima, donando le armi a diversi risvegliati e sfruttando in tal modo la loro funzione di trasmettergli le informazioni sul mana assorbito. Il suo comportamento, inoltre, lo portò ad assumere un atteggiamento ancora più antagonistico verso i suoi simili e a dubitare del proprio creatore, tanto da voler tenere per sé il potere dei Monarchi morti controllandone i successori e ripetere la stessa ribellione dei Governanti semplicemente per soddisfare la propria curiosità. Segregatosi in un laboratorio sotterraneo situato in Russia, viene scoperto da Suho che intercetta il segnale della falce di Choi Haseul. Una volta estratto dalla teca, però, rivela di aver usato il sangue dei criminali delle città dove l'Apostolo del Paradiso aveva impiantato gli Elvenwood come nuovo corpo ospite, autorinominandosi Apostolo dell'Incubo ed entrando nella mente di Sirka così da raggiungere l'Albero del Mondo e ottenere il potere del Monarca del Gelo. Giunto nel Mare dell'Aldilà, ostacola Sirka - assumendone le sembianze ma come elfo oscuro -, Suho e Beru (arrivati dopo che quest'ultimo ha divorato il suo cervello contenente i ricordi) modificando la realtà del luogo, ma viene ostacolato dal ragazzo che rende le sue stesse creazioni dei Soldati Ombra e rivoltandole contro di lui, tenendolo impegnato finché Sirka non diventa la nuova Monarca degli Incubi. Con il suo potere venuto meno a causa dei nuovi poteri dell'elfa, prima di morire l'apostolo accetta la sconfitta come una sorta di percorso evolutivo che i suoi avversari hanno compiuto per batterlo, mentre ciò che resta di lui viene compresso da Beru nel Seme dell'evoluzione.
Apostolo della Conquista (정복의 사도?, Jeongbogui Sado)
Un apostolo simile a una farfalla, dotato di una mente tattica - seppur guidata da una folle fede per il proprio dio - e in grado di creare dei cloni tramite la polvere emessa dalle ali, con cui condivide la stessa coscienza. A differenza degli altri apostoli, più attivi nei loro piani, rimane nascosto per poter assorbire abbastanza potere magico (ad esempio dagli alberi Elvenwood dell'Apostolo del Paradiso in quanto entrambi sottoposti dello stesso Itarim) da permettergli di conquistare la Terra, oltre che a sbarazzarsi dei suoi simili. Inviato da Yuri Orlov per tentare di ottenere una delle Torri delle Prove, con sua sorpresa viene ostacolato dalle persone comuni divenute dei risvegliati e, credendo che le capsule da gioco da cui sono uscite gli permetterà di entrare nella piramide, cade in una trappola dove viene sconfitto da Arsha e Beru così come altri suoi cloni da Liu Zhigang, Cha Hae-In e Sung Il-Hwan. Trovatone il nascondiglio in una caverna sotterranea in Russia, Suho scopre che aveva sottratto il cadavere di Christopher Reed ed evolvendolo tramite l'energia delle radici di un Elvenwood, cosa che ha accresciuto ancora di più il potere del suo corpo ospite, ma ciò nonostante viene sconfitto dal ragazzo come parte della sua quarta Prova draconica, assorbendo le fiamme di cui è composto. Tuttavia, l'apostolo rivela che un suo clone di dimensioni gigantesche si è attivato a New York, venendo però fermato da Thomas Andre appena divenuto il successore di Legia. Con solo un corpo rimasto e tenuto prigioniero da Arsha, Suho usa la sua nuova skill Frutto dell'Albero del Mondo per trasformare l'apostolo in una pietra runica che fa mangiare alla sua alleata.
Itarim della Dimensione-1 (차원-1의 이타림?, Chawon-1ui Italim)
Il Dio Esterno e creatore della Dimensione-1, un universo descritto come un vero e proprio inferno vivente dai connotati grotteschi e brulicante di mostri (così come la flora) molto più orribili e bizzarri delle comuni bestie magiche, i quali si sbranano e divorano a vicenda in una lotta senza fine per la sopravvivenza. In tutto questo l'Itarim si manifesta come due soli rossi, ovvero i suoi occhi. Fu il primo a sapere della morte dell'Essere Assoluto quando Kandiaru trasmigrò nel suo universo, organizzando le sue forze per invadere l'"universo senza padrone" e impossessarsi del mana presente. Le sue azioni, però, non passarono inosservate ai suoi simili, che iniziarono a competere l'un l'altro e venendo ostacolati da Jinwoo e i Governanti. L'Itarim riesce a connettersi con la Terra tramite il Void Gate del progetto Primavera Inestinguibile di Yuri Orlov voluto da Kandiaru e la sua sola presenza è tale da gettare nello sconforto l'intera popolazione del pianeta. Viene, tuttavia, respinto da Suho, Beru e i nuovi Monarchi, che riescono a distruggere Kandiaru e allo stesso tempo ferire il Dio Esterno a un occhio, seguiti dai player che invadono la sua dimensione. Furioso per come delle forme di vita inferiori siano riusciti a ferirlo, allo stesso tempo, però, l'Itarim finisce per provare anche una malsana gioia, dovuta alla rottura dei suoi schemi che ha infranto la sua monotonia, portandolo a usare la sua autorità divina, Palcoscenico del Dio solitario, per distruggere il suo universo e rimodellarlo in una nuova realtà dove intrappola Suho. Anche questo piano, però, viene sventato dal ragazzo con il nuovo aiuto di Kandiaru, portando il Dio Esterno a manifestarsi, riportando tutti i player sulla Terra con la sola voce e generando una nuova legge dai suoi stessi Apostoli: Predazione del Mondo, delle fauci invisibili in grado di distruggere ogni cosa. Quando infine Suho da fondo a tutti i suoi poteri creando la spada Ragnarok, l'Itarim decide di fronteggiarlo personalmente, con l'intensità dello scontro che frantuma le barriere tra le dimensioni. Cercando di distruggere la Terra, però, abbassa la guardia e viene ferito mortalmente da Antares per poi essere finito da Suho, con la sua energia che restaura l'Albero del Mondo.

## Altri
Kandiaru (칸디아르?, Kandialeu)
È l'antagonista secondario della serie, conosciuto principalmente come l'Architetto e creatore del Sistema e degli Instance Dungeon dove Jinwoo entra per salire di livello. Si tratta di un potente mago proveniente dal Mondo del Caos, il quale decise di aiutare Ashborn nel trovare un umano capace di contenere il suo potere in cambio di un corpo immortale. Nel dungeon doppio si nascondeva sotto l'aspetto di una statua che reggeva la stele con i comandamenti del Tempio di Cartenon, ma dopo che Jinwoo ritorna lo affronta assieme alle statue di sua creazione e a diverse armi quando trasforma le sue sei ali in braccia. Metodico e calcolatore, non lascia nulla al caso: infatti richiama Jinwoo quando era al suo livello per poterlo eventualmente eliminare, visto che, a quanto dice, era contrario a dargli i poteri, e siccome ha creato il Sistema ne blocca i poteri da Monarca per impedirgli di usare le sue Ombre. Tuttavia ci sono cose che sconfinano oltre i suoi progetti: non sapeva che il Monarca delle Ombre intendesse tradire i suoi alleati e che il Sistema sarebbe stato inglobato da Jinwoo con il passare del tempo sovvertendone l'autorità di amministratore, rendendolo, inoltre, capace di distruggerlo (dato che ammette di provare dolore pur non essendo il suo vero corpo) e segnando la sua fine. Tornato in vita per effetto della Coppa della reincarnazione, Kandiaru sfuggì a Jinwoo rifugiandosi nell'universo esterno della Dimensione-1 e, come segno di fedeltà, rivelò all'Itarim la morte del suo simile, mettendo in moto gli eventi che avrebbero portato al secondo avvento dei Gate. Nel corso della storia viene rivelato che appartiene alla razza degli Spettri demoniaci, secondo solo al Monarca del Reame illusorio Yogmunt. La cosa avrà grandi ripercussioni: tornato indietro come agente dell'Itarim si infiltrò nel corpo di Yuri Orlov, schermando la sua presenza con diverse barriere e influenzando i pensieri del suo ospite, e quando Jinwoo lasciò la Terra per combattere gli Dei Esterni Kandiaru ne approfittò per divenire il nuovo Monarca del Reame illusorio, assorbendo l'oscurità di Yogmunt da una delle teste di Nidhogg. Preso possesso del corpo di Orlov dopo che quest'ultimo viene ucciso da Thomas Andre, ferma l'avanzata di Suho contro l'Itarim collegato alla Terra, ma nonostante i suoi nuovi poteri scopre di non poter tenere testa alle abilità dei nuovi Monarchi, decidendo di usare la maledizione Eco di disperazione su tutto il pianeta per usare l'umanità come scudo contro Suho. Tuttavia, anche il suo nuovo piano fallisce dopo che tutti gli esseri umani si connettono alla Torre delle Prove e inviano i loro avatar verso Suho, che usa l'ombra di Nidhogg per distruggere ancora una volta Kandiaru. Finito nel Mondo del Nulla viene raggiunto dal giovane hunter che aveva conservato la sua oscurità primordiale, il quale gli propone un accordo in cambio del suo aiuto contro l'Itarim: diventerà la nuova incarnazione di Nidhogg e continuerà a vivere nutrendosi delle radici dell'Albero del Mondo, almeno fino al giorno in cui qualcuno reclamerà la sua oscurità.
Baruka (바루카?, Baluka)
Doppiato da: Ryuji Sato (ed. giapponese), David Chevalier (ed. italiana)
Un signore della guerra elfo dei ghiacci e boss del red gate di grado C. Dal carattere estremamente sadico, conduce i suoi simili contro gli hunter della Tigre Bianca rimasti intrappolati, massacrando il gruppo di Kim Chul e usando quest'ultimo per farsi condurre dagli altri. Scopre che Jinwoo è in grado di capire il loro linguaggio, offrendogli la possibilità di risparmiarlo in cambio della vita dei suoi compagni. Naturalmente Jinwoo rifiuta, tenendolo impegnato finché i suoi Soldati ombra non riescono a occuparsi delle sue truppe lasciandolo da solo. Deciso a uccidere il suo avversario in modo da eliminare anche i suoi servitori, Baruka si scaglia su Jinwoo ma viene eliminato da Iron. È il primo nemico su cui Jinwoo fallisce nell'estrarre l'ombra, ricevendo solamente il suo pugnale. Due anni dopo il nuovo avvento dei Gate si scopre che la tribù di Elfi dei ghiacci a cui appartiene Sirka porta il suo nome. In Solo Leveling: Arise compare la sua versione ombra chiamata Lame.
Groctar (그록타르?, Geulogtaleu)
Un capo orco della tribù Lama rossa, con il corpo ricoperto di segni rossi atti a simboleggiare i nemici che ha sconfitto. Fuoriesce da un gate apparso nella scuola frequentata da Jinah dopo che i suoi guerrieri non riescono a eliminare i Soldati ombra Alti Orchi posti a guardia della ragazza, portandolo a credere, percependo del potere magico in lei, che siano i suoi servitori e a eliminarla. Fortunatamente Jinwoo arriva appena in tempo e, dopo aver soccorso gli studenti, massacra tutti gli orchi lasciando per ultimo Groctar, incurante delle sue suppliche.
Yuri Orlov (유리 오를로프?, Yuli Oleullopeu)
Hunter russo di grado S specializzato in magia di supporto, più precisamente nelle barriere. Arrogante e troppo sicuro di sé, con un costante desiderio sia di attenzione che di alcol, viene ingaggiato da Reiji Sugimoto per bloccare il gate di grado S apparso sopra Tokyo prima che si verifichi il Dungeon Break, richiedendo, però, un pagamento oltraggioso di dieci milioni di dollari al giorno per i suoi servizi, consapevole che il governo giapponese non sarebbe stato in grado di rifiutare a causa delle pesanti perdite subite sull'isola di Jeju. Il suo piano consiste nell'usare centomila tonnellate di cristalli magici in modo da rafforzare la barriera eretta, cosa che, tuttavia, si rivela inutile quando il primo gigante fuoriuscito riesce a distruggerla con un solo colpo, con Orlov che viene poi inghiottito per intero da un altro di essi. Con il nuovo avvento dei Gate riottiene i suoi poteri, usandoli per erigere barriere sulle principali città urbane proteggendole dagli attacchi delle bestie magiche. Ciò gli valse grandi elogi nel suo paese tanto da diventare ministro della difesa nazionale (nonostante nessuna esperienza politica), fino a ricevere la carica di primo ministro. Tuttavia, l'ascesa al potere di Orlov aveva sfumature sinistre poiché era risaputo che era stato lui ad assassinare il suo predecessore, oltre che a rendere lo stesso presidente della nazione un burattino ed esiliando al di fuori delle città qualunque dissidente, assumendo de facto il controllo della Russia. Come se non bastasse divenne una pedina degli Itarim, dato che possedeva del risentimento verso il mondo fin dalla tenera età in cui visse come mendicante nei bassifondi, non risparmiando neppure i suoi simili quando voleva ottenere qualcosa e facendosi ironicamente conoscere come Malyenkiy Tsar (lett. "piccolo imperatore"). Si alleò con l'Apostolo del Paradiso, innalzando delle barriere sulle città di Russia, Cina e Corea del Nord dove vennero impiantati gli alberi Elvenwood. Quando in Cina trapela il video in cui Suho evoca un gran numero di Ombre durante l'operazione per ripulire i gate del lago Loktak, Orlov si interessa al giovane hunter credendo che stia usando un metodo per attingere mana da una fonte esterna, iniziando, quindi, a riflettere se sarebbe più vantaggioso lasciarlo vivo o meno. Quando, però, sia l'Apostolo del Paradiso che della Conquista vengono sconfitti, temendo per la propria posizione ordina l'attivazione del progetto Primavera inestinguibile: una frattura dimensionale situata nel Polo Nord e nascosta agli stessi Apostoli tramite delle barriere che viene espansa fino a diventare un Void Gate, collegato direttamente agli Itarim e usato per indirizzare la loro energia infinita a Orlov, protetto da barriere simili a cerchi magici per non cadere vittima dell'influenza degli Dei Esterni. Ma mentre si dirige personalmente sul luogo viene attirato dalla comparsa di Thomas Andre che distrugge le barriere poste su Mosca, scoprendo di non essere alla sua altezza neanche con il gate che lo rafforza. Preso dalla rabbia per l'umiliazione subita, Orlov decide di invocare l'aiuto degli Itarim, venendo completamente inondato del loro potere e diventando l'Apostolo dell'Infinito. Tuttavia, nemmeno questo basta a sconfiggere il suo avversario che finisce per schiacciarlo facilmente, ma una volta morto l'energia degli Itarim contenuta nel suo corpo funge da ponte per il Dio Esterno dall'altra parte del Void Gate.
Lennart Niermann (레나트 니어만?, Lenateu Nieoman)
Il più forte hunter tedesco di grado S e classificato 12º al mondo. Nonostante il proprio status non è particolarmente arrogante, risultando invece educato, paziente e altruista, oltre ad avere un buon giudizio. È in grado di manifestare un paio di guanti trasparenti color verde acqua attorno alle braccia e usarli per sparare potenti esplosioni di energia. Durante la Conferenza internazionale delle gilde tenta di avvicinarsi a Jinwoo per salutarlo, ma si tira indietro quando percepisce il suo enorme esercito nascosto nella sua ombra. Dopo che Jinwoo lancia un avvertimento alla comunità internazionale sulla minaccia dei Monarchi, Lennart viaggia in Corea per chiedere il suo aiuto, non riuscendoci a causa di Thomas Andre presente lo stesso giorno. Quando a Seul appare all'improvviso il Monarca delle Zanne è il primo tra i grado S ad arrivare sulla scena, venendo, però, spinto via da Thomas ma riuscendo in seguito a colpire il nemico quando stava per dargli il colpo di grazia. L'attacco, tuttavia, non produce risultati, con Lennart che viene fortunatamente salvato dall'arrivo di Jinwoo, decidendo di portare con sé Thomas per guarire le sue ferite.
Siddharth Bachchan (싯다르트 밧찬?, Sisdaleuteu Baschan)
Uno dei cinque Hunter di autorità nazionale, classificato 4º al mondo, e l'hunter più forte dell'India. Viene descritto come qualcuno con un forte complesso del salvatore, usando i suoi poteri per proteggere le persone ma desiderando elevare il proprio status di hunter. Con il nuovo avvento dei Gate Siddharth riottiene i suoi poteri e lo status come uno degli hunter più forti, divenendo il capo della gilda Asura. Essendo stato un ospite dei Governanti, Siddharth riacquistò naturalmetne i ricordi della precedente linea temporale, convinto di essere l'unico e di essere stato prescelto per salvaguardare il futuro dell'umanità. Cercò, quindi, di riottenere il potere che aveva come Hunter di autorità nazionale, arrivando a farsi possedere volontariamente da un apostolo degli Itarim che ne distorse gli ideali. Infetta l'intera gilda con collane contenenti Polvere di stella e tenta di catturare anche Jinwoo, consapevole del suo ruolo nella precedente linea temporale, ma rinuncia dopo averne verificato la scomparsa. In seguito venne indirizzato da una frattura dimensionale nella Tomba dei Draghi furenti, estraendo l'energia magica delle uova (tranne quella di Ragnar) e usarla per trasformare hunter e non in mezzi draghi affinché fungessero come corpi ospiti per gli Apostoli, di cui lui è il primo esponente e unico ad aver assunto una perfetta forma ibrida dall'aspetto di un drago blu grazie alla presenza dell'apostolo. Tenta di aprire una frattura dimensionale nei pressi di Imphal, lasciando deliberatamente incompiuti diversi dungeon che iniziano a espandersi, ma è costretto a intervenire quando Suho e Liu Zhigang smantellano tutte le gilde affiliate alla sua. Rimane sorpreso quando il giovane hunter non solo resiste a un Dragon's Fear congiunto con altri mezzi draghi ma li sottomette dopo aver ricevuto il Cuore del Re Drago, costringendo Siddharth a usare anche l'Ascia del Dio Esterno Astra, finendo tuttavia per perdere e rianimato come Soldato Ombra.
Brocky (브로키?, Beuloki)
Una iena umanoide dal pelo rosso e uno dei fedeli servitori del Monarca delle Zanne, incaricato da quest'ultimo di portare in salvo il suo discendente durante la guerra dei Monarchi. Tuttavia, se nella novel Brocky si rivela un opportunista intenzionato a usare il sangue del cucciolo per le proprie ambizioni, tra cui creare la gilda Iena rendendone i membri (paradossalmente) dei licantropi, nel manhwa viene corrotto dall'apostolo Tiel, divenendo eccessivamente arrogante, crudele ed egocentrico, credendo che il suo padrone abbia perso contro il Monarca delle Ombre perché debole e desiderando diventare il nuovo Monarca delle Zanne. In entrambi i casi ordinò ai membri della gilda di rapire le persone, le quali sarebbero state consegnate ai demoni per essere trasformate in Mist Burn da cui ricavare la Polvere di stella. Quando Suho, guidato dalla Zanna di Rakan, giunge sulla montagna Gwanaksan dove risiede la gilda riesce a sgominarne tutti i membri, con solo Brocky che riesce a opporre una strenua resistenza - nel manhwa Suho è costretto a fondersi con Gray per riuscire a sconfiggerlo - e venendo trasformato in un Soldato Ombra temporaneo.
Rio Sing (리오싱?, Lio Sing)
Hunter di grado B della gilda Asura che Suho salva all'interno della piramide di Kamura da alcuni membri della gilda degli Scavenger, rimanendo impressionato dalle sue abilità nonostante sia apparentemente di grado C. Riferitolo al suo capo Siddharth viene incaricato di reclutare Suho, non riuscendoci in quanto questi, a causa degli sviluppi all'interno del dungeon del Ghiacciaio cui ha partecipato, avvia una collaborazione con Thomas Andre affinché la sua gilda distribuisca l'acqua sorgiva della Foresta dell'eco. Affidatogli il compito di darne una fiala al suo capogilda, Rio si dirige nel dungeon aperto del lago Loktak ma subisce un'imboscata dei naga, venendo salvato da Suho tramite lo Scambio d'Ombra con Kira. A seguito della sconfitta di Siddharth e il conseguente scioglimento della gilda si unisce a quella di Suho.
Sirka (시르카?, Sileuka)
Elfa dei ghiacci e guardiana della tribù Baruka, dall'aspetto di una bambina di dieci anni per gli standard umani, nonché nipote del Monarca del Gelo. Fu salvata dagli spiriti della Foresta dell'eco dall'arrivo di Cha Hae-In, la quale addestrò lei e tutti gli altri giovani elfi. Incontra Suho all'interno del dungeon del Ghiacciaio dopo essere stata catturata da Quay, rivelandogli la verità su sua madre e guidandolo nella Foresta dell'eco, dove scoprono il santuario di suo nonno Sillad che, come segno di gratitudine per ciò che Hae-In e Suho hanno fatto per il suo popolo, la rende la nuova Monarca del Gelo conferendole il suo tridente. In seguito decide di accompagnare Hae-In nella Tomba dei Draghi furenti per far riprendere le forze a Kaisel, seguendola anche sulla Terra dove, nella città di Kaesŏng, finisce per farsi quasi consumare dagli spiriti di Fores venendo protetta da Suho e Sillad. Grazie agli incoraggiamenti del giovane hunter, Sirka riesce a risvegliare pienamente i propri poteri divenendo in grado di influenzare gli spiriti, riuscendo a congelarli per formare un'armatura di ghiaccio basandosi sull'Arte del Corpo d'acciaio di Suho e concedendo a quest'ultimo la skill di legame Armamento spirituale, permettendogli di rafforzare temporaneamente i Soldati ombra con gli spiriti. A seguito della sconfitta dell'Apostolo del Paradiso, Sirka inizia la propria cerimonia di successione per ereditare il titolo di Monarca del Gelo all'interno di un pilastro di ghiaccio. Viene, tuttavia, ostacolata dall'Apostolo dell'Evoluzione, divenuto l'Apostolo dell'Incubo e connessosi alla sua mente per cercare di usurparne il potere. Salvata da Suho che la aiuta a raggiungere l'Albero del Mondo, Sirka viene aiutata da Beru ad assorbire la testa di Nidhogg contenente l'oscurità appartenuta a Sillad, divenendo sia la Regina del Popolo della neve che la Monarca degli Incubi, e grazie alle sue nuove abilità riesce a congelare il Mare dell'Aldilà a partire dall'Albero del Mondo stesso, diminuendone enormemente gli effetti di prosciugamento vitale.
Xavier (자비에르?, Jabieleu)
Uno Spettro demoniaco illusionista che guida il Dungeon Break della spiaggia Haeundae di Busan, la cui abilità Miraggio rende reale il momento più terrificante o intenso nella memoria del bersaglio e perciò attratto dagli esseri umani che, a differenza delle altre razze, provano diversi tipi di paura. Tra gli hunter, tuttavia, è presente anche Suho, il quale manifesta una versione di suo padre Jinwoo che, invece, lo aiuta a salire di livello potenziando i cerchi magici e i servitori dello spettro demoniaco. Quando anche Harmakan entra in campo, dimostrandosi superiore a lui, e scopre che Suho è il figlio del Monarca delle Ombre, Xavier decide di usare Miraggio su sé stesso, trasformandosi in un mostruoso kraken ispirato a un apostolo degli Itarim che aveva incontrato tra le dimensioni e da cui era rimasto traumatizzato. Tuttavia, inizia a indebolirsi quando Kira elimina tutte le sue illusioni da cui trae mana, permettendo a Suho di dargli il colpo di grazia ma non riuscendo a estrarne l'ombra a causa del mana contaminato; l'avatar di Jinwoo, tuttavia, crea con i suoi resti una Pietra dell'anima.
Nidhogg (니드호그?, Nideuhogeu)
Gigantesco serpente nero a otto teste risiedente nell'Albero del Mondo, da cui trae sostentamento rodendone le radici. Si tratta dell'incarnazione dell'oscurità primordiale da cui l'Essere Assoluto creò i Monarchi, con ogni testa che simboleggia il loro potere e che scompare quando un individuo è abbastanza forte da esserne riconosciuto per contenerlo, pena il venirne consumato. Viene incontrato da Suho quando finisce insieme a Esil Radir nei pressi dell'Albero del Mondo, finendo per perdere la testa contenente l'oscurità appartenuta a Baran quando la demone nobile diventa abbastanza forte dopo aver mangiato le foglie dell'albero, cui seguono successivamente Sirka, Ammut, Thomas Andre, Gray e Arsha. Durante la battaglia contro l'Itarim e Kandiaru (il quale aveva già assorbito l'oscurità di Yogmunt) al Polo Nord, Suho, divenuto il Monarca della Trascendenza, fa entrare in sintonia la sua ombra bianca con le oscurità primordiali di tutti i Monarchi presenti evocando l'ombra di Nidhogg, con ognuna delle teste che possiede rispettivamente le loro autorità.
Fores (포레스?, Poleseu)
Un Alto Elfo che in passato fu amico di Sillad, divenuto una pedina degli Itarim quando, dopo essere fuggito dall'ennesima fame dell'albero Elvenwood, fu raggiunto dagli Apostoli che sostituirono i suoi occhi con dei Frammenti di stella. L'enorme potere conferitogli, tuttavia, si dimostrò troppo grande per Fores, dilaniandone l'anima e attirando diversi spiriti dell'albero che si fusero con lui: il risultato fu un burattino senza identità che ripeté il processo con diversi Alti Elfi. Giunsero nella città di Kaesŏng con la formazione di un dungeon aperto dovuto a tre Dungeon Break, dove impiantarono un nuovo albero e usarono gli abitanti stessi per alimentarlo. Quando Suho, Cha Hae-In e Sirka arrivano nei pressi della città, lui e la sua gente vengono smascherati da Arsha e messi in difficoltà dai due hunter, portandolo a uccidere i propri simili per assimilare sempre più spiriti diventando un grosso mostro arboreo. Quando si focalizza sul consumare Sirka finisce per combattere una guerra spirituale con Suho e Sillad, venendo sconfitto quando la piccola elfa usa i suoi poteri per rendere gli spiriti che compongono Fores un golem di ghiaccio.
L'Ombra dell'Albero del Mondo (세계수의 그림자?, Segyesuui Geulimja)
Una vasta ombra bianca proiettata dietro l'Albero del Mondo, un universo spirituale separato dal Mare dell'Aldilà composto dalle anime che cercano di rinascere come nuove forme di vita e che funge da grande flusso e passaggio per esse dopo la morte dell'Albero del Mondo. Suho incontra per la prima volta l'Ombra dell'Albero del Mondo dopo aver completato la sua quest per il cambio di classe sconfiggendo l'Apostolo della Conquista, scoprendo che si trattava della sua abilità passiva sconosciuta. L'entità, sotto forma di un ombra bianca simile a Suho, spiega che l'Albero del Mondo, un tempo responsabile della creazione della vita, si sta appassendo in seguito alla morte dell'Essere Assoluto, e quando avrà completamente esaurito il suo potere gli esseri viventi non potranno più generare la vita e si estingueranno. Una soluzione sarebbe che Jinwoo evochi tutte le anime in una legione di Soldati Ombra, trasformando l'universo in un regno di morte eterna, ma Suho rifiuta questa soluzione, sapendo che suo padre ama la vita più di ogni altra cosa. L'Ombra, che conosce profondamente Jinwoo, concorda e rivela che esiste un solo modo per salvare l'universo: far rivivere l'Albero del Mondo stesso; sfortunatamente la sua natura vasta e trascendente si trova al di là persino della portata del Monarca delle Ombre. Nonostante il suo avvizzimento, l'Albero del Mondo estese istintivamente la sua immensa ombra bianca sull'universo alla ricerca di qualcuno degno di compiere la sua volontà, trovandolo infine in Suho, un essere unico nato sia dalla vita che dalla morte che incarna un raro equilibrio tra luce e oscurità.